# Запоріжжя I
Запорі́жжя I (до 1934 року — Олексáндрівськ I) — вузлова дільнична позакласна залізнична станція Запорізької дирекції Придніпровської залізниці на перетині головного ходу Харків — Севастополь та лінії Донбас — Кривбас. Розташована у південно-східній частині міста Запоріжжя.
У Запоріжжі розташовані чотири залізничні вокзали, через які прямують поїзди приміського сполучення — Запоріжжя II, Запоріжжя-Ліве, а також станція Дніпробуд II (до 18 січня 2023 року також приймав поїзди далекого сполучення), але головним залізничним вокзалом міста є Запоріжжя I.

## Історія
Станція та перша будівля вокзалу (тоді мав первинну назву — Південний), побудовані 1873 року під час прокладання першої дільниці приватної Лозово-Севастопольської залізниці впродовж 1870—1873 років. Перший поїзд зі станції Лозова прибув на станцію Олександрівськ І (23 жовтня) 5 листопада 1873 року. Первинна назва станції Олександрівськ І походить від тодішньої назви міста Олександрівськ. Одноповерхова будівля вокзалу тоді була невеликою та дерев'яною.
15 листопада 1873 року відкрито регулярний рух поїздів на двох лініях: Синельникове I — Катеринослав та Лозова — Олександрівськ. Цього дня до станції Шенвізе (з 1911 року — Олександрівськ-Південний, нині — Запоріжжя І), прибув перший паровий поїзд із шістьма пасажирськими та трьома товарними вагонами. Тоді залізниця не була державним підприємством, а належала капіталістам-власникам. Шенвізе (нім. Прекрасний луг) — менонітська колонія, що не входила до складу Олександрівська (до 1911 року), в якій мешкали представники 17 родин менонітів фризького закону, що прибули з Пруссії у 1793 році. На лівому березі річки Мокра вони отримали 1 401 десятину землі, де займалися переважно землеробством і розведенням худоби: коні, вівці, свині. Згодом було зведено млини та елеватори. Через відкриття залізниці колонія Шенвізе почала розбудовуватися. Господарі здавали всі допоміжні приміщення під привезені вантажі: ліс, хліб, овочі, сіль, вугілля та камінь. Все це потім перевозили на пристань і відправляли у севастопольський порт, а далі — пароплавами за кордон.
У 1873 році побудований перший залізничний міст через річку Мокра (в районі сучасного автовокзалу), який був зведений з металевих клепаних балок, мав три прольоти, забезпечував двосторонній рух поїздів (завдовжки 90 м).
З 1874 року відкритий регулярний рух поїздів до станції Мелітополь, а (5 січня) 18 січня 1875 року — до станції Севастополь.
У 1876 році побудовані Південні залізничні майстерні, що давали заробіток 700 робітникам, а біля станції виникло селище «Південне», більшість його населення працювала на залізниці. За спогадами старожила Миколи Олійника, який працював слюсарем у майстерні згадував, що хазяїн тричі на рік (Різдво Христове, Великдень та Покрову) вітав кожного члена родин своїх робітників. До двору заїздив віз, наповнений продуктами, крім того був одяг і подарунки для кожного.
18 листопада 1879 року члени «Народної волі» на чолі з Андрієм Желябовим здійснили спробу замаху на російського імператора Олександра ІІ, який повертався тоді з Криму. Під залізничне полотно за 4 версти від Олександрівська було закладено дві вибухівки, але вони не спрацювали, бо електромеханік Іван Окладський перерубав лопатою оголений дріт. На честь свого спасіння вінценосний наказав поставити Свято-Миколаївську церкву (храм постав на місці сучасного АТБ-Маркету), у 1893 році його було освячено. За часів п'ятирічки безбожжя церкву зруйнувано. Цеглу, двері з того храму знаходили у мешканців Південного селища. Цеглу також використали для будівництва робітничого театру «Металіст» (нині — БК «АвтоЗАЗ»).
30 жовтня 1881 року по дорозі з Севастополя до Харкова Олександрівськом проїздила українська письменниця Марко Вовчок. Хоч зупинки тоді були тривалими, проте невідомо чи виходила вона на перон. На Правому березі в Запоріжжі існує вулиця, названа її на честь.
Згодом ціни на землю та приміщення у Шенвізе спали, але в Олександрівську ж навпаки — земля подорожчала. У балці, що завжди була смітником, почали прокладати колії. Вулиця Ярмаркова (з 1902 року — Жуковська, з 20 травня 2024 року — Університетська), де були найдешевші землі, що надавали під навчальні заклади, стала бажаною для покупців. У 1902 році почалося будівництво Другої  Катерининської залізниці.
У 1905 році в Олександрівську відкриті залізничні Катеринославські майстерні.
У 1905 році, в ході революційних подій, вокзал став епіцентром і останнім оплотом озброєного повстання робітників Олександрівська. 10 грудня (23 грудня) 1905 року працівники Катерининських та Південних залізничних майстерень  Олександрівська приєдналися до Всеросійського політичного страйку. Під контролем робітничих  дружин лише за два дні опинилися як самі майстерні, так і станції, при яких вони знаходилися: Катерининська (нині — Запоріжжя II) та Південна (нині — Запоріжжя I). До Бойового страйккому увійшли токарі Південних майстерень Володимир Васильєв та Степан Тополін, робітники Іван Мінаєв та Петро Швець, інженер Олександр Іздебський, телеграфіст Іван Мірошниченко та «революціонер, спрямований центром» — Мороз (Коган). Влада прийшла до тями лише через два дні. На придушення страйку були підняті жандарми, козаки, гарнізонні війська та чорносотенці — місцеві активісти так званого рос. «Союза истинно-русских людей». Перший їх удар взяв на себе Південний вокзал. У ніч на 13 грудня (26 грудня) 1905 року козаки напали на страйкарів та заарештовували керівника страйкому Володимира Васильєва та чергового Буцанова. Ця подія стала причиною заворушення збройного повстання олександрівських робітників, проте їхня відсіч мала успіх лише на початку і вдалося відбити лише Південний вокзал, але до вечора 13 грудня страйкарі втратили Катерининські майстерні (сучасний — ЗЕРЗ). Повстання було жорстоко придушено, внаслідок чого вбито півтора десятка повстанців. Згодом, навколо Південного вокзалу, виникли барикади і вже з ранку 14 (27) грудня 1905 року біля станції вирували події зі стрільбою, вибухами та жертвами. До вечора урядові війська та їх прихильники взяли гору над бунтівниками. У підсумку протистояння: понад 50 загиблих, сотні поранених, близько 800 заарештованих. Абсолютна більшість заарештованих були засуджені від 4 до 15 років каторжних робіт, а вісьмох засуджено до страти через повішення (пізніше смертний вирок замінили вічною каторгою).
У радянські часи в Запоріжжі біля залізничної станції виникли назви вулиць, що були присвячені подіям 1905 року та їх активним учасникам, а саме: Барикадна, Васильєва, Тополіна, Чубанова. Були встановлені два обеліска на вулиці Барикадній, над могилою полеглих повстанців й на Привокзальній площі. Деякі вулиці, внаслідок повномасштабного російського вторгнення в Україну (з 2022), були дерусифіковані.

Історичні світлини
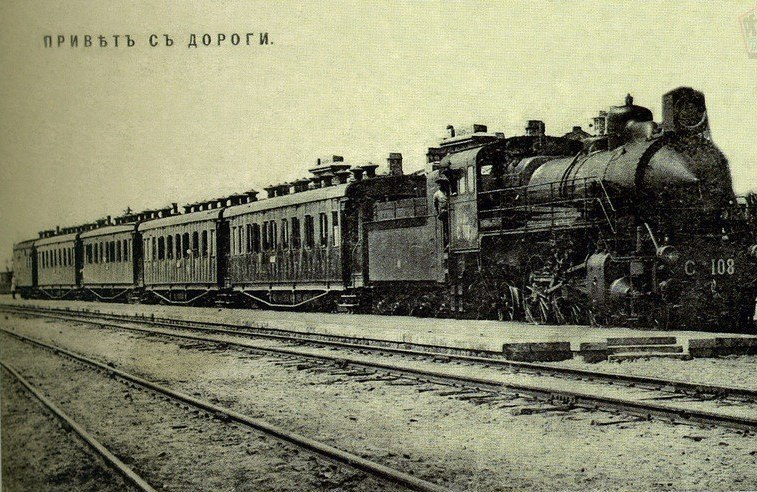
Поїзд на станції Олександрівськ І (1875)
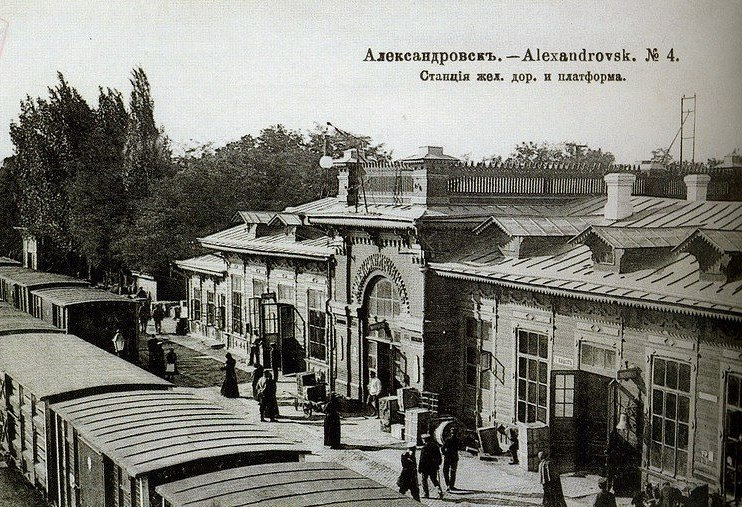
Вокзал Олександрівськ І (1910-ті)
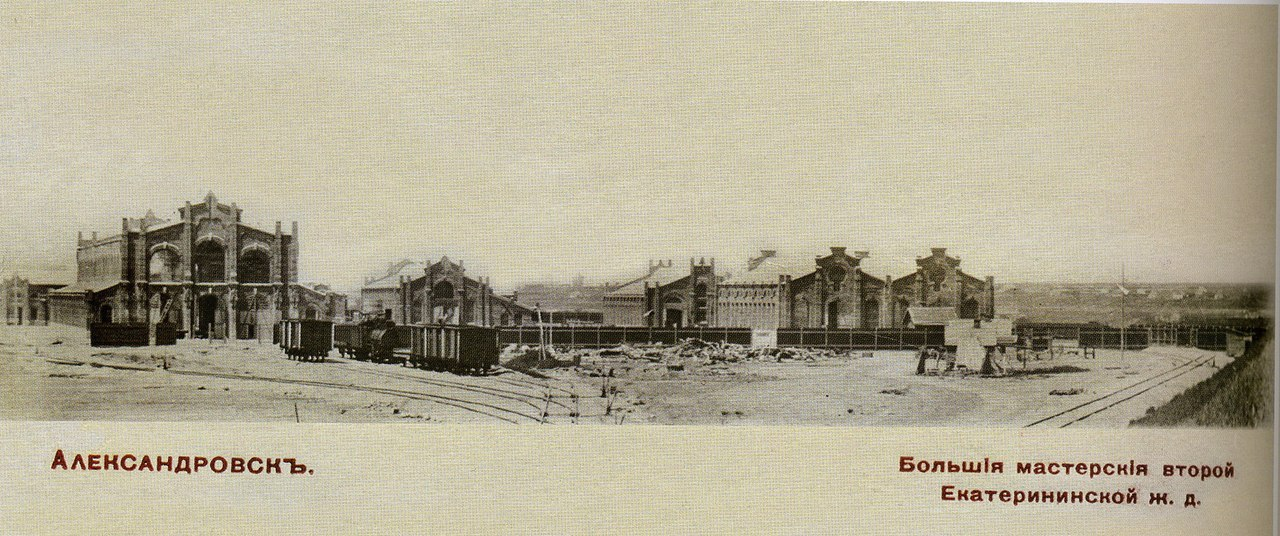
Залізничні майстерні Катерининської залізниці (нині — станція Запоріжжя І)
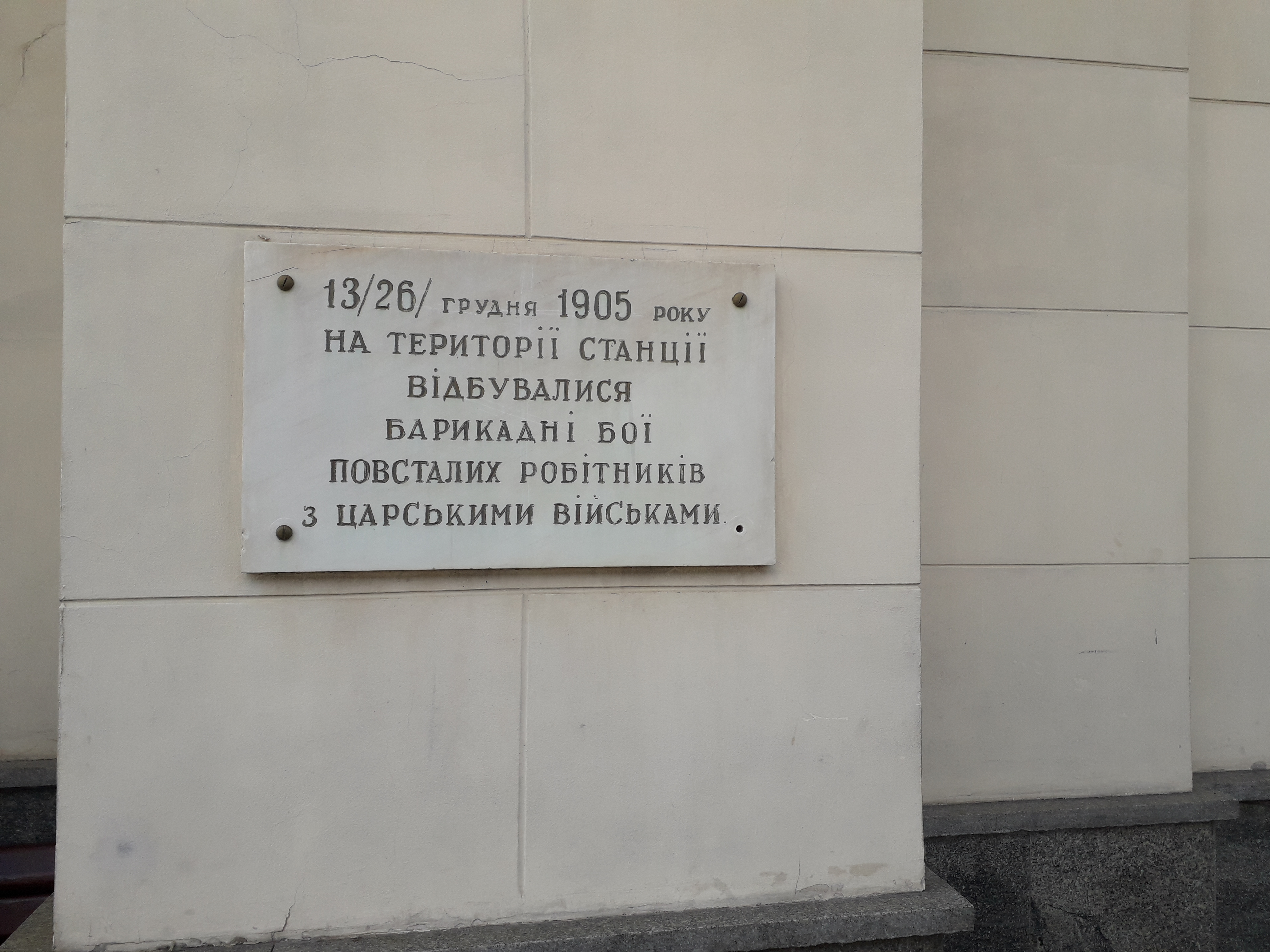
Пам'ятний знак на честь подій 1905 року

У 1907 році для сполучення вокзалів Олександрівськ І та Олександрівськ ІІ над річкою Мокра зведений однопрогінний, клепаний залізничний міст з одностороннім рухом поїздів завдовжки  87 м. Під час воїн обидва мости неодноразово руйнувалися та реконструювалися. Сучасні залізничні мости над річкою Мокра існують на місці колишніх.
У 1917 році між повітовим Олександрівськом та губернським Катеринославом було встановлено пряме, без пересадок, пасажирське сполучення залізницею. 12 травня, о 16:00 був відправлений перший пасажирський поїзд під № 8/7 з Катеринослава, який прибув до Олександрівська о 20:37. Зворотно поїзд відправлявся о 05:00 й прибував на кінцеву станцію о 10:00.
В ніч з 23 на 24 грудня 1920 року біля станції Олександрівськ І трапилася аварія поїзда «Більшовик» імені Сталіна. У катастрофі, що сталася на залізничному мосту через річку Мокру, загинуло 29 осіб. Останки загиблих були поховали поряд із місцем події. Причому це були тіла лише шести загиблих, а 23 особи згоріли практично до тла. За офіційною версією аварія поїзда «Більшовик» була пов'язана через диверсію махновців. Існувала також версія, що до катастрофи нібито був причетний «петлюрівський отаман Козлик». За неофіційною версією, через те, що у поїзді перевозилося експропрійоване золото, тому поїзд став жертвою спланованого нападу. Насправді цей поїзд був агітаційним, у якому працювала політсекція Олександрівського району та розташовувалася друкарня. Ймовірною все ж вважається версія аварії через недбалість: поїзд відправили по вже підірваному напередодні мосту.
24 грудня 1917 року, вночі, гайдамаки без бою зайняли залізничні майстерні, на панцерники з яких розраховували більшовики. Згодом було призначено коменданта міста, і за його підписом розклеєно усюди оголошення, що ніякі збори (зібрання більшовиків) не дозволялися, а винні у порушенні спокою підлягали до воєнного суду. Гайдамаки, тверезо оцінюючи ситуацію, готувалися до бою. Скрізь по периметру залізничних майстерень чатували вартові з кулеметами, а напроти воріт стояли панцерники, які були готові до виїзду. Окрім гайдамаків, тут також була розквартирована військова комендатура міста. Події відбувалися одночасно із просуванням до Криму крізь Запоріжжя 1-го Чорноморського революційного загону чисельністю 1 500 осіб. Чотири ешелони моряків наблизилися до Олександрівська 23 грудня. Поблизу станції Софіївка (нині — Вільнянськ) вони були змушені зупинитися через пошкодження залізничної колії, яка була розібрана за наказом начальника Олександрівської залоги капітана Рудницького, який погодився пропустити моряків до Криму, якщо вони не зупинятимуться у Олександрівську, проте перебування біля міста такої значної військової сили вирішили скористатися більшовики, а на їх прохання моряки захопили Південний вокзал (нині — Запоріжжя І) та через Шенвізький міст увійшли до центральної частини Олександрівська, в якому було захоплено пошту, телеграф, телефон, електростанцію, приміщення Ради робітничих і солдатських депутатів та декілька квартир напроти Ради. На балконах зайнятих будівель були встановлені кулемети. Разом з тим, участь у бойових діях брали не усі моряки Чорноморського загону, а лише декілька сотень охочих, до яких у місті приєдналися червоногвардійці та солдати залізничних майстерень.
У квітні 1918 року на Південному вокзалі працював комендантом  підпоручник Запорізького корпусу Черевко Дмитро Іванович.
У 1930 році на могилі полеглих під час аварії поїзда «Більшовик», поряд з мостом, де сталася подія, був встановлений невеличкий обеліск. Орієнтовні координати події: 47°49′08.5″N 35°14′55.1″E.
У 1934 році, коли місто фактично вже 13 років тому як було перейменовано в Запоріжжя, проте весь цей час офіційно незмінними залишались назви місцевих залізничних станцій і лише 7 квітня 1934 року їх приводять до відповідності з назвою міста. Цього дня центральний виконком СРСР постановляє:
|  | Переименовать станции Александровск I, Александровск II и Александровск-Пристань Екатерининской железной дороги в станции Запорожье I, Запорожье II и Запорожье-Пристань. |

У 1943 році стара дерев'яна будівля вокзалу була зруйнована в ході бойових дій під час Другої світової війни. 25 вересня 1954 року відкрита сучасна будівля вокзалу в стилі «сталінського бароко». Введення в експлуатацію вокзалу планувалася роком раніше, але будівництво затяглося, тому на фасаді вокзалу на скульптурі робітника і селянки так і залишився вказаний напис «1953». Авторство проєкту вокзалу найчастіше присвоюють відомому архітектору Георгію Вегману, але це зовсім не так. У книзі «Архітектура залізничних вокзалів» названі такі автори проєкту вокзалу Запоріжжя І, як архітектор «Мостопроєкту» В. Ф. Скаржинський, М. Хачатурова, Г. Чернишов. Ймовірно, колектив архітекторів працював під керівництвом Георгія Вегмана, а скульптурна композиція над центральним входом вокзалу — робота запорізького скульптора Михайла Худаса.
У грудні 1965 року дільницю Лозова — Синельникове I — Запоріжжя електрифіковано постійним струмом (=3 кВ). 1969 року продовжена електрифікація дільниці Запоріжжя — Мелітополь.
З 2000 по серпень 2002 року відбулася реконструкція вокзального комплексу.

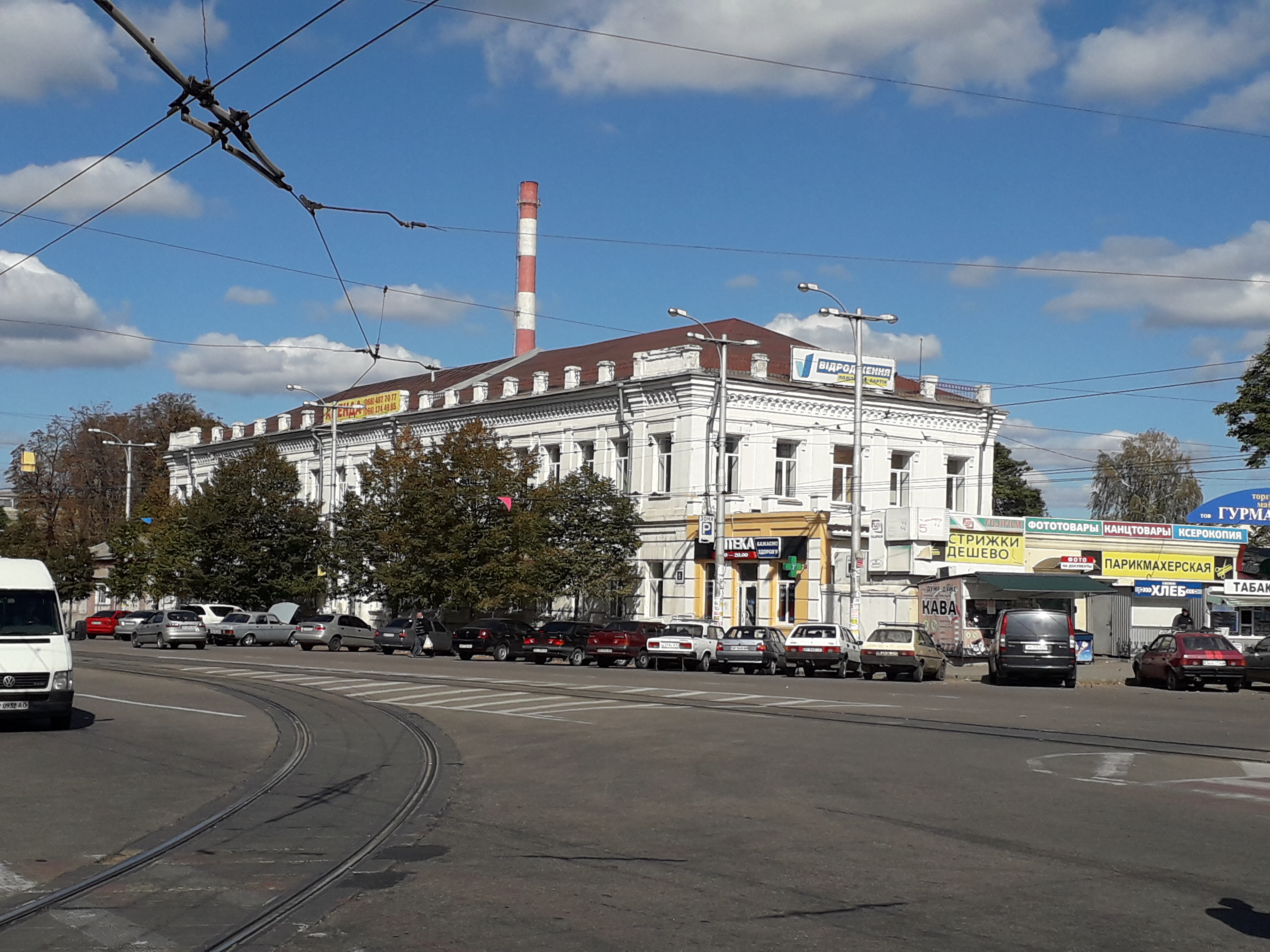
Будинок Д. А. Мінаєва — місце боїв з урядовими військами у 1905 році
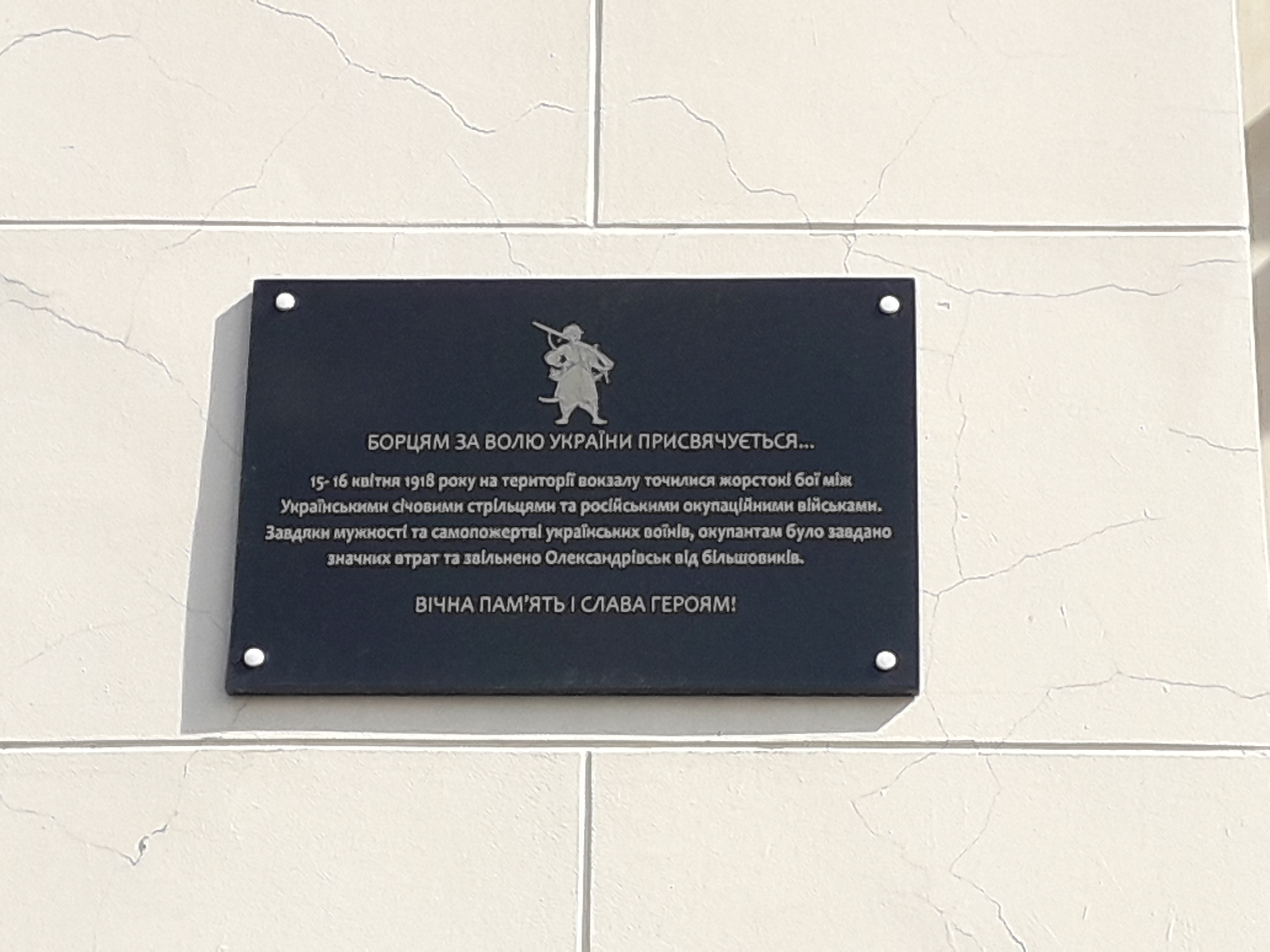
Меморіальна дошка про бої 1918 року
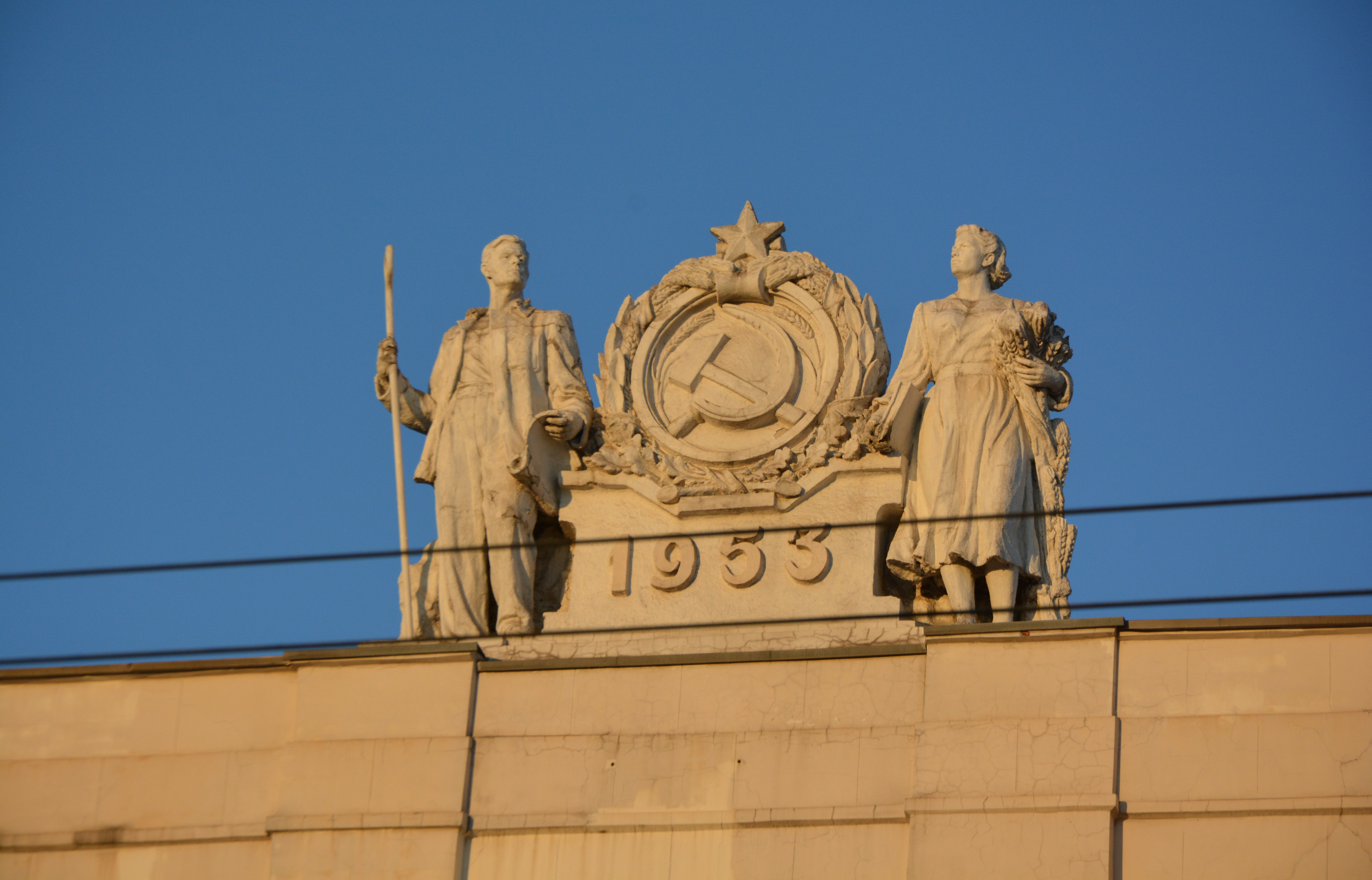
Скульптура на фасаді вокзалу (до 2015)
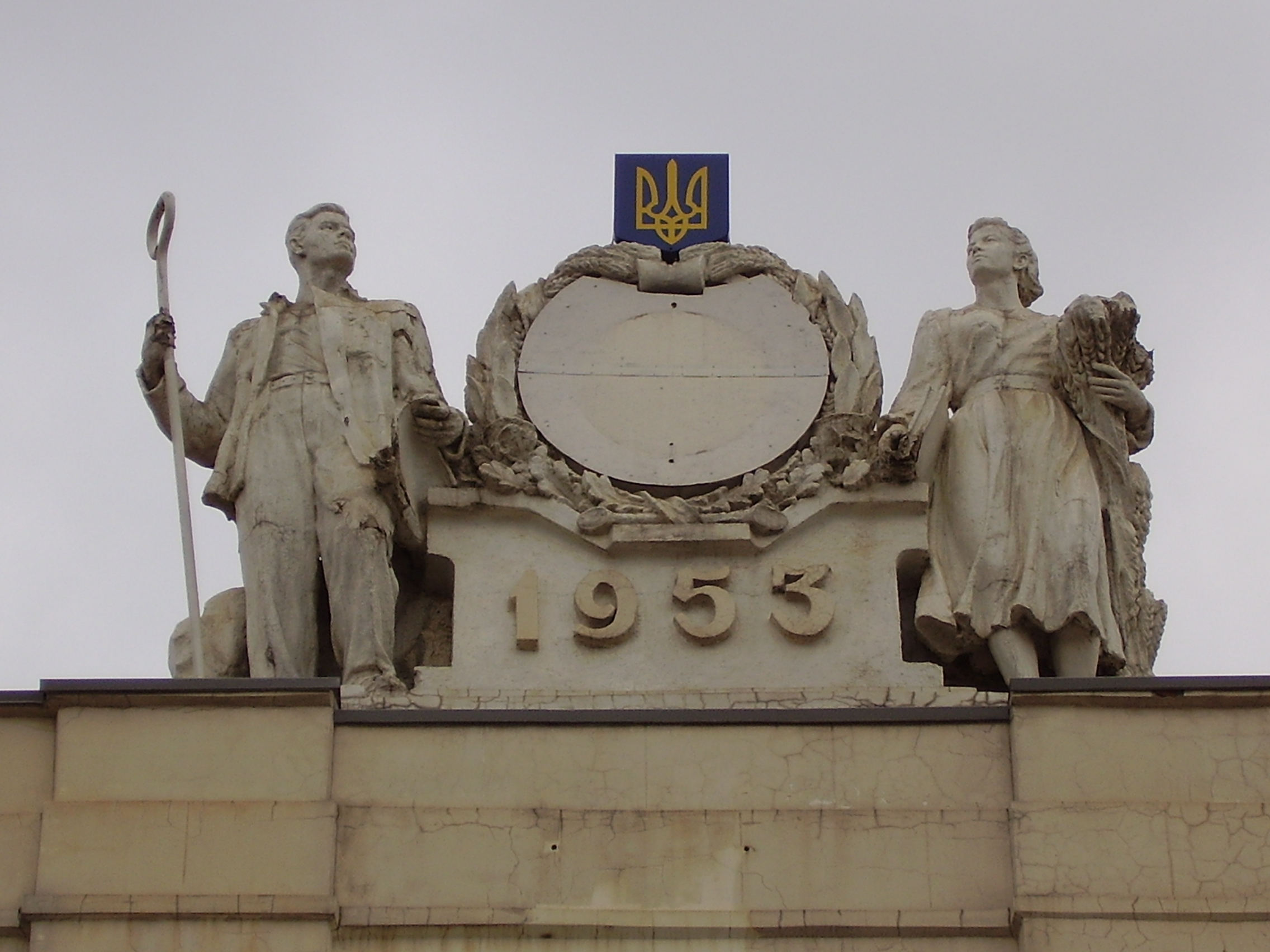
Скульптура після декомунізації (до встановлення годинника)

Станом на 2013 рік вокзал станції Запоріжжя І обслужив 8,8 млн пасажирів.
16 квітня 2018 року на будівлі залізничного вокзалу відкрито меморіальну дошку на честь українських січових стрільців, які сто років тому вступили у нерівний запеклий бій із «червоними» загарбниками. У меморіальній дошці «Борцям за волю України» увічнені події сторічної давнини: 15-16 квітня 1918 року. Тоді загін січових стрільців вступив у запеклий нерівний — 350 українців проти 5000 більшовиків — бій із загарбниками. Січові стрільці знищили понад 400 загарбників і організовано відійшли до пароплава. Саме 16 квітня 1918 року Олександрівськ було звільнено: «червоні» втекли з Олександрівська під тиском частин на чолі полковника армії УНР Петра Болбочана. Цього дня вулицями звільненого міста пройшов спільний парад «запорожців» Болбочана та січових стрільців.

Вокзал станції Запоріжжя І
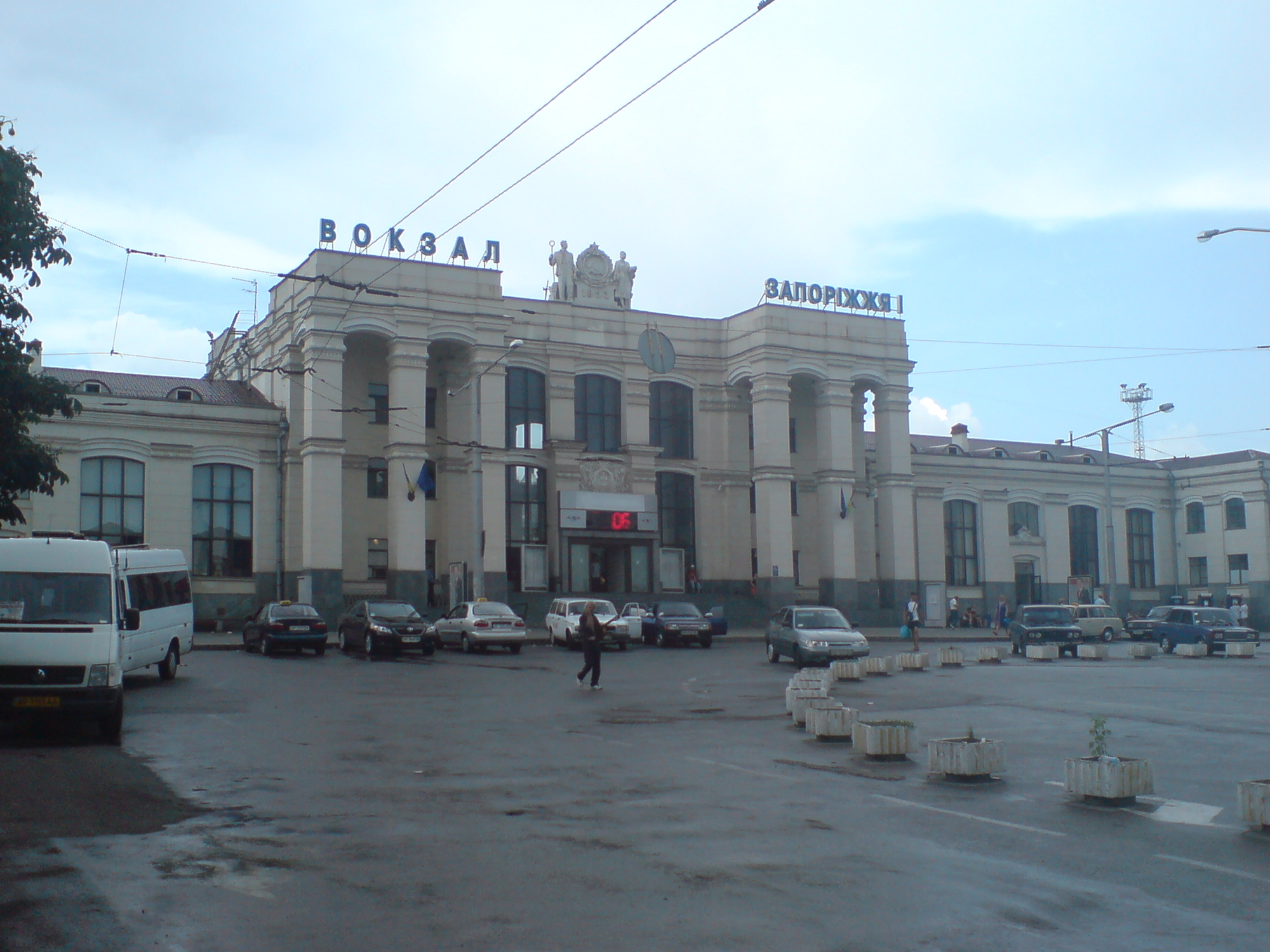
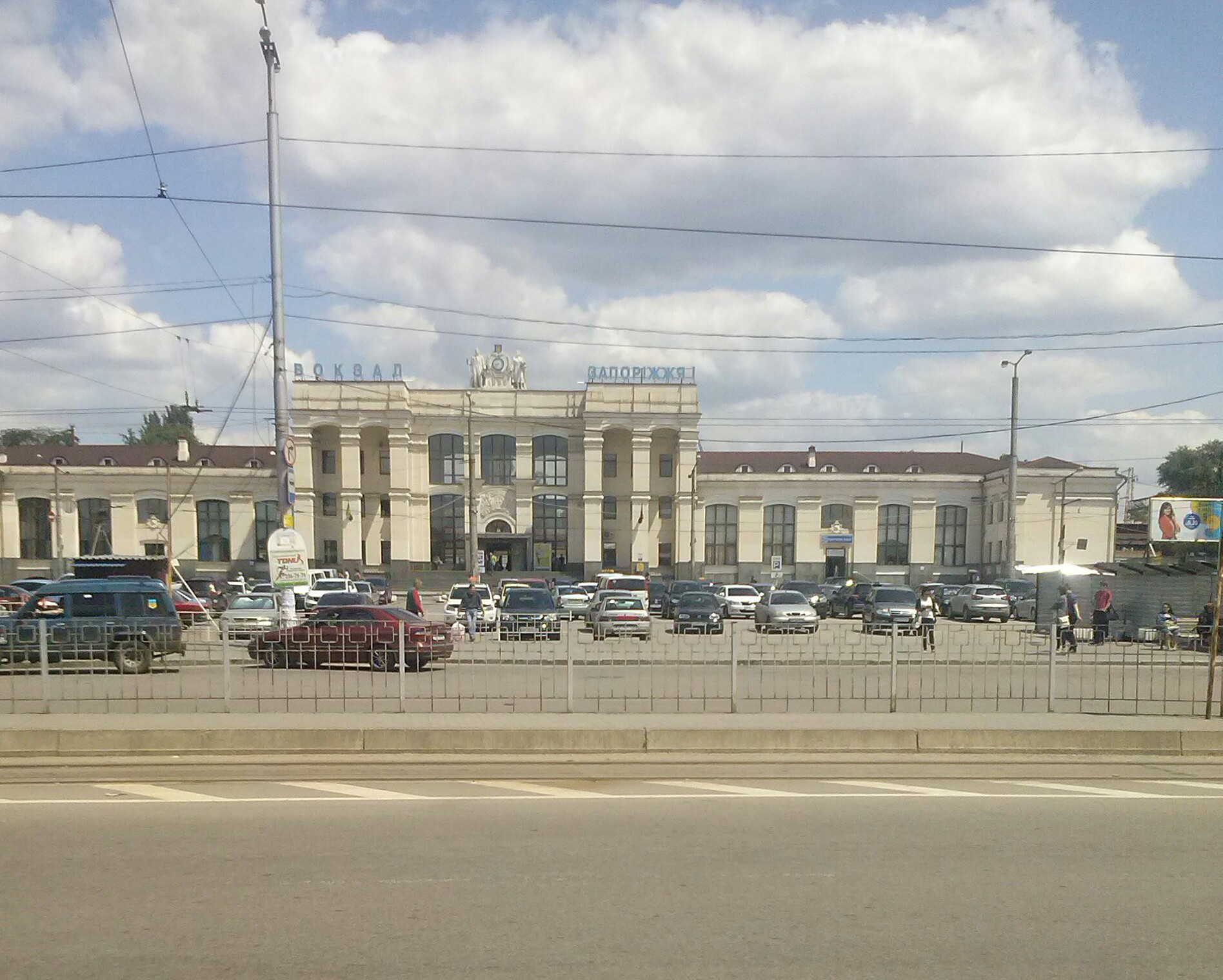
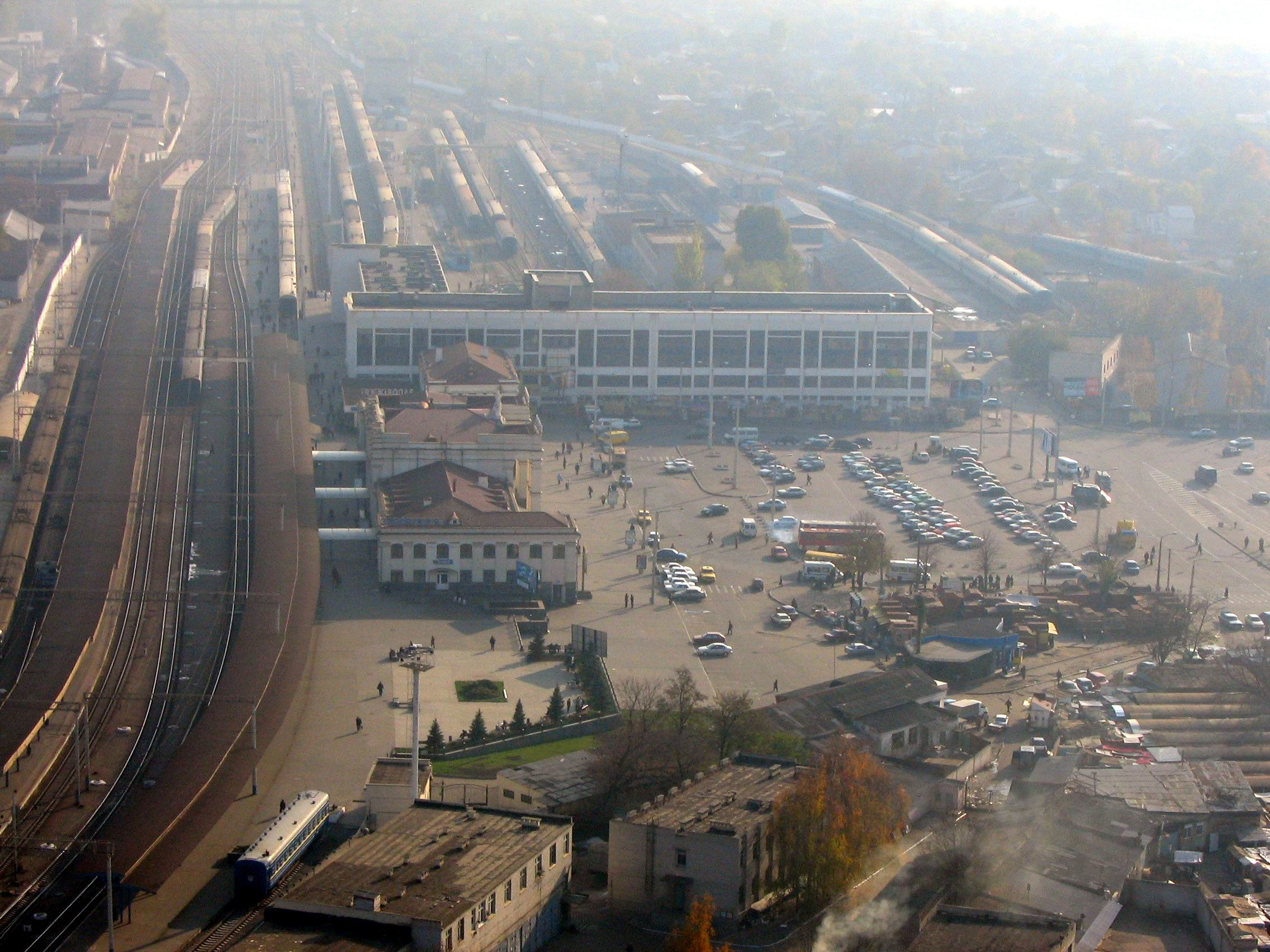
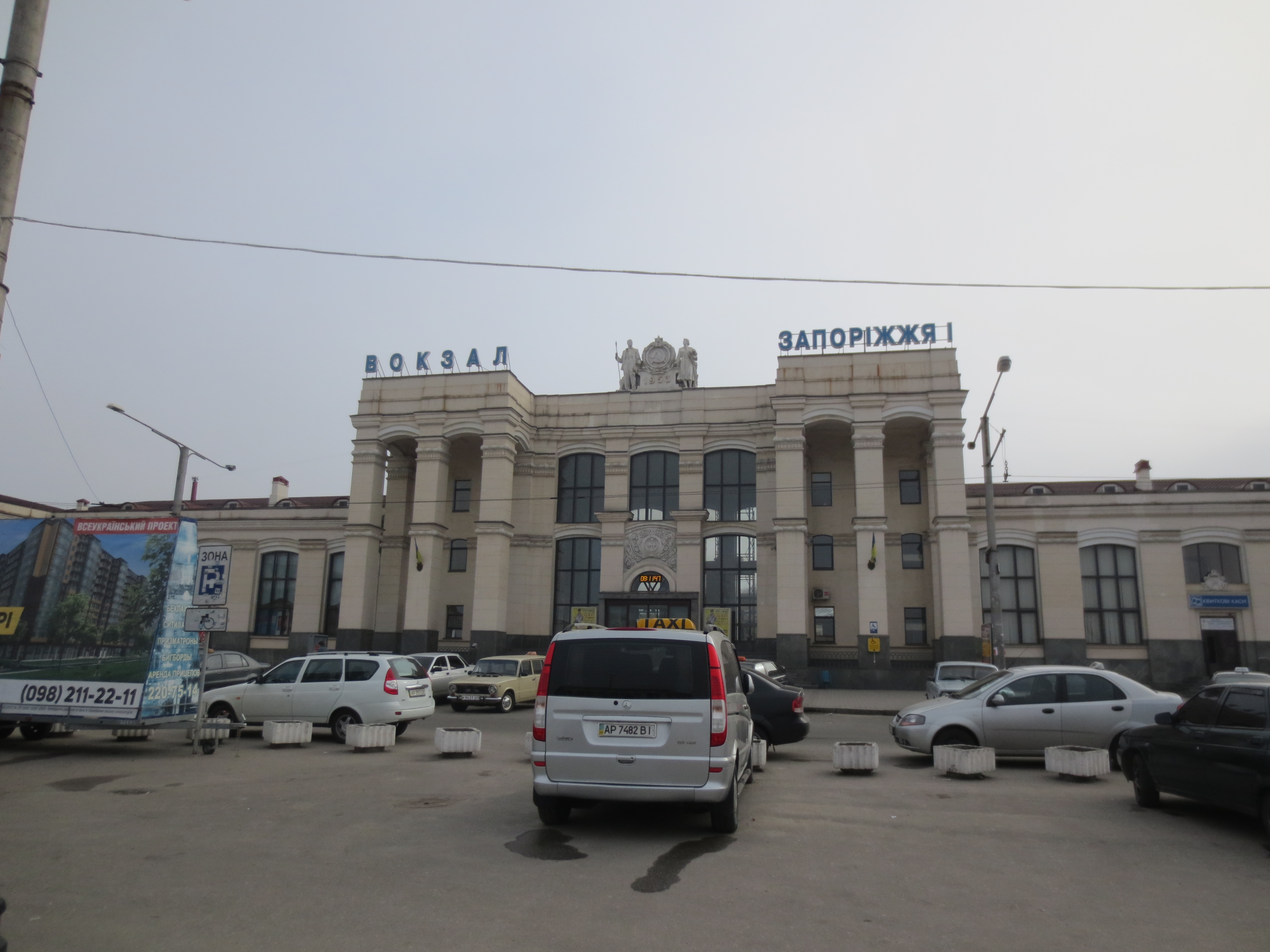

У 2018 році вокзал Запоріжжя І увійшов у Топ-10 найбільш із завантажених вокзалів України, який обслужив 2,1 млн пасажирів у далекому сполученні (з них посадка — 1,05 млн пас./висадка — 1,04 млн пас.).
12 жовтня 2023 року на будівлі «Укрпошти» поблизу залізничного вокзалу створено символічний мурал під назвою «Квітка для окупанта», на якому зображено квітку в реактивній системі залпового вогню «Град», що знищує живу силу та техніку окупанта на українській землі. Ескіз муралу належить французькому митцю українського походження, графіку і муралісту Микиті Кравцову, а сам мурал втілили киянин Давид Чичкан та одеситка Катерина Пікарська.
29 вересня 2024 року, російські окупанти завдали ранковий авіаудар по станції Запоріжжя І, внаслідок чого були пошкоджені будівля вокзалу та вікна в поїзді № 40 сполученням Запоріжжя — Солотвино, який очікував на відправлення в рейс. Нічним швидким поїздам № 37 Київ — Запоріжжя та № 85 Львів — Запоріжжя було обмежено маршрут руху й тимчасово приймалися на станцію Запоріжжя II, також від станції був відправлений в рейс поїзд № 128 Запоріжжя — Львів. Близько 14:30 того ж дня, зокрема зусиллям залізничників, відновлено рух поїздів по станції Запоріжжя І.

## Пасажирське сполучення
Далеке сполучення
З 26 травня 2013 року «Укрзалізниця» подовжила маршрут руху денного швидкісного поїзда «Інтерсіті+» сполученням Київ — Дніпро до Запоріжжя.
16 грудня 2018 року «Укрзалізниця» призначила новий поїзд № 3/4 категорії «нічний експрес» сполученням Запоріжжя — Ужгород. Розклад руху поїзда складений з урахуванням побажань пасажирів і забезпечує сполучення мегаполісів Придніпров'я — Запоріжжя та Дніпра із Закарпаттям.

Поїзди на станції Запоріжжя І
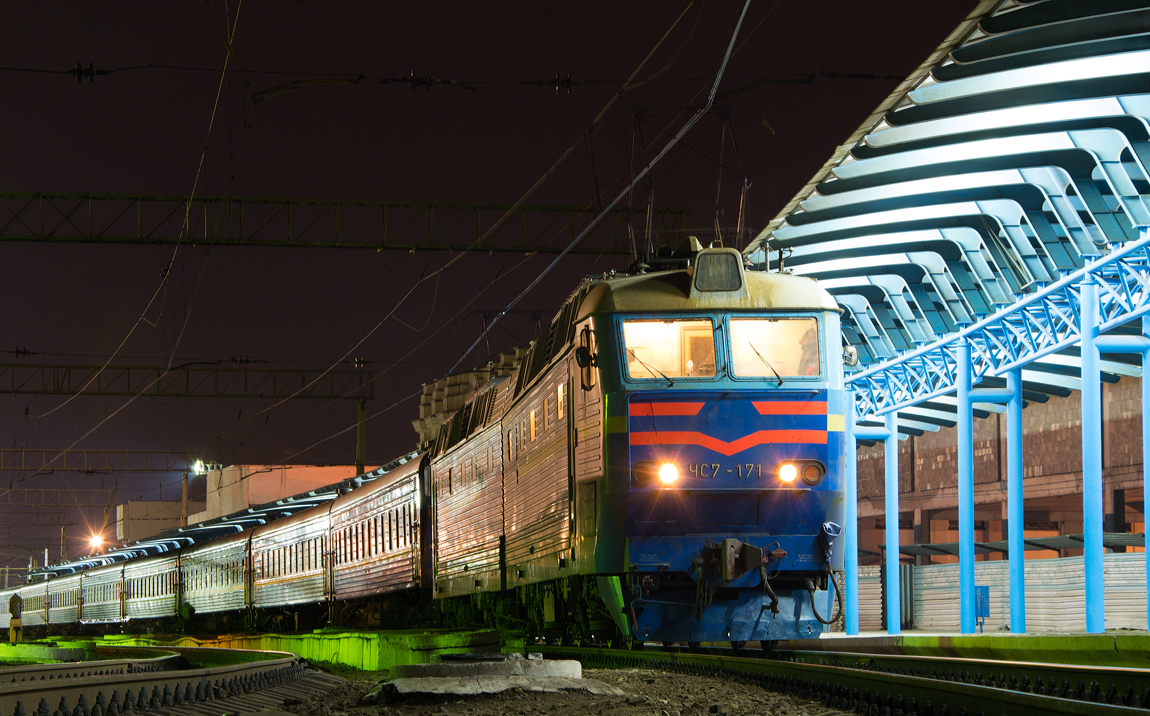
ЧС7-171 з пасажирським поїздом у платформи № 1
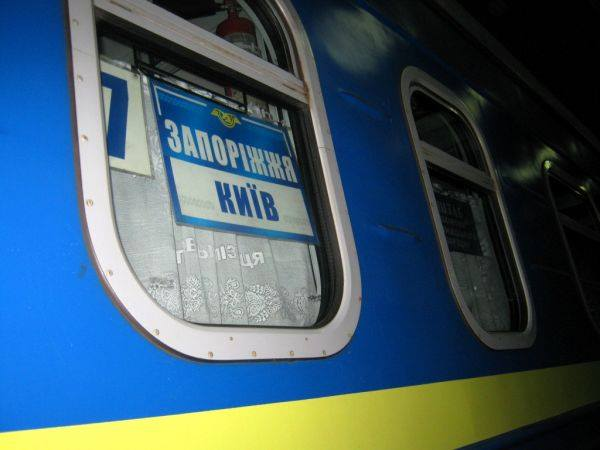
Фірмовий поїзд «Запоріжжя» № 72/71 Запоріжжя — Київ
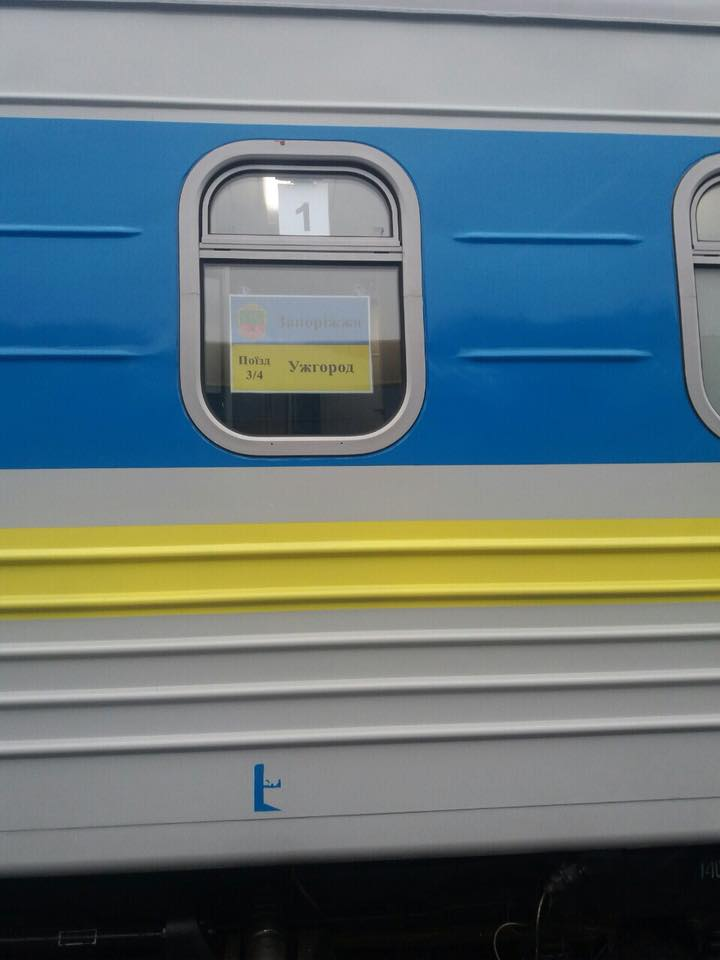
Нічний експрес № 4/3 Запоріжжя — Ужгород
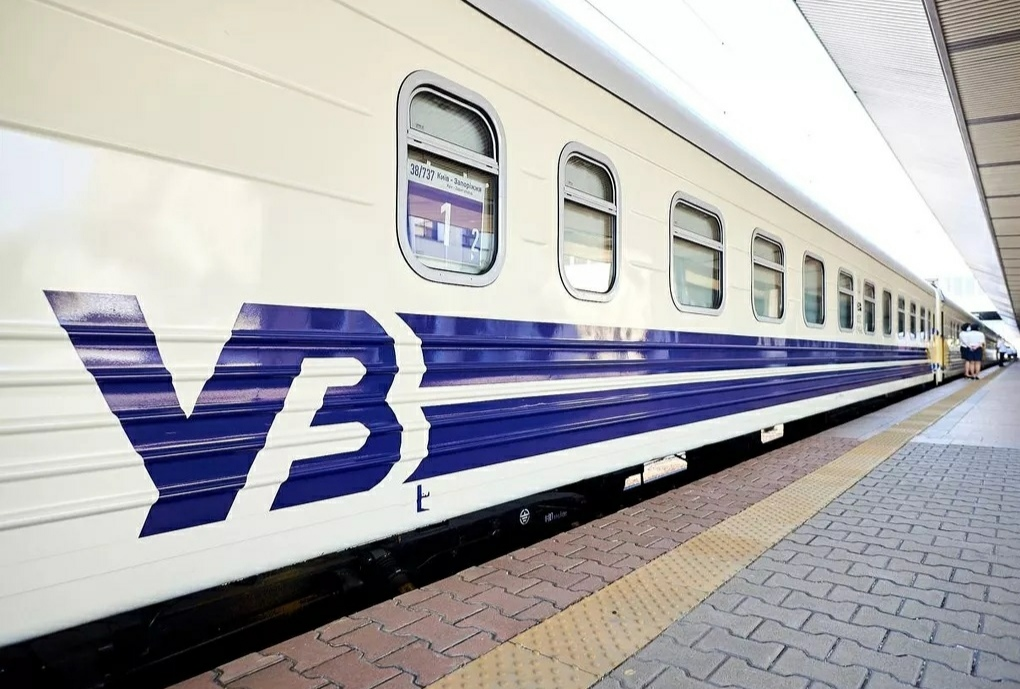
Поїзд-трансформер № 738/37—737/38 Запоріжжя — Київ

З 25 лютого 2022 року, через повномасштабне російське вторгнення в Україну, «Укрзалізниця» тимчасово скасувала рух всіх поїздів далекого та приміського сполучення, що прямували від Запоріжжя через Мелітополь до станцій Новоолексіївка та Сиваш.
У квітні 2022 року вокзал станції Запоріжжя І «Укрзалізницею» був відзначеним за якісну і оперативну евакуацію мирного населення, з якого з 24 лютого 2022 року, під час першого місяця повномасштабного російського вторгнення в Україну було евакуйовано майже 140 тисяч осіб, з яких переважна більшість діти, жінки та особи похилого віку.
11 червня 2022 року призначений поїзд категорії «Нічний експрес» № 32/31 сполученням Запоріжжя — Перемишль.
Впродовж червня-липня 2022 року близько 100 осіб евакуюються щодня із Запоріжжя безкоштовно у вагонах, в складі поїзда № 120/119 сполученням Запоріжжя — Львів. На початку повномасштабного російського вторгнення в Україну кількість пасажирів була в рази більша — від трьох до десяти тисяч українців. Люди, які були змушені покинути свої домівки, користуються і платними поїздами. Один з найпопулярніших маршрутів — поїзд «Нічний експрес» № 32/31 сполученням Запоріжжя — Перемишль.
З 3 вересня 2022 року сім вагонів «Поїзда до Перемоги» курсують у складі нічного експреса № 32/31 сполученням Запоріжжя — Львів, які розписані кращими українськими митцями. Кожен вагон присвячений тимчасово окупованим територіям України та подвигам українців, які борються, попри тиск окупантів та свою безпеку.
З 3 жовтня 2022 року Придніпровська залізниця призначила курсування приміського поїзда № 6535/6536 сполученням Запоріжжя II — Лозова — Запоріжжя II, який прямує через станцію Запоріжжя I.
28 жовтня 2022 року «Укрзалізниця» анонсувала призначення низку нових поїздів, серед яких поїзд № 131/132 сполученням Запоріжжя — Львів, який прямуватиме через Київ, Житомир, Ковель, надаючи мешканцям північного Полісся сполучення з Волинню, Львівщиною, столицею та Дніпром (наразі скасований). Також змінено курсування та маршрут руху двох поїздів категорії «нічний експрес»: поїзд № 3/4 Запоріжжя — Львів подовжено до станції Ужгород на щоденній основі, а поїзд № 5/6 Запоріжжя — Івано-Франківськ подовжено до станції Рахів.
У грудні 2023 року призначені два нічних швидких поїзда № 52/51 сполученням Запоріжжя — Одеса та № 216/215 сполученням Запоріжжя — Чернівці.
2 березня 2024 року призначений ще один нічний швидкий поїзд № 48/47 до станції Ужгород, хоча час в дорозі на відміну від поїзда № 4/3 за цим же маршрутом вдвічі більший.
Приміське сполучення
Від/до станції Запоріжжя І курсують приміські електропоїзди до станцій Синельникове II / Дніпро-Головний та Марганець.

## Інфраструктура та послуги вокзалу

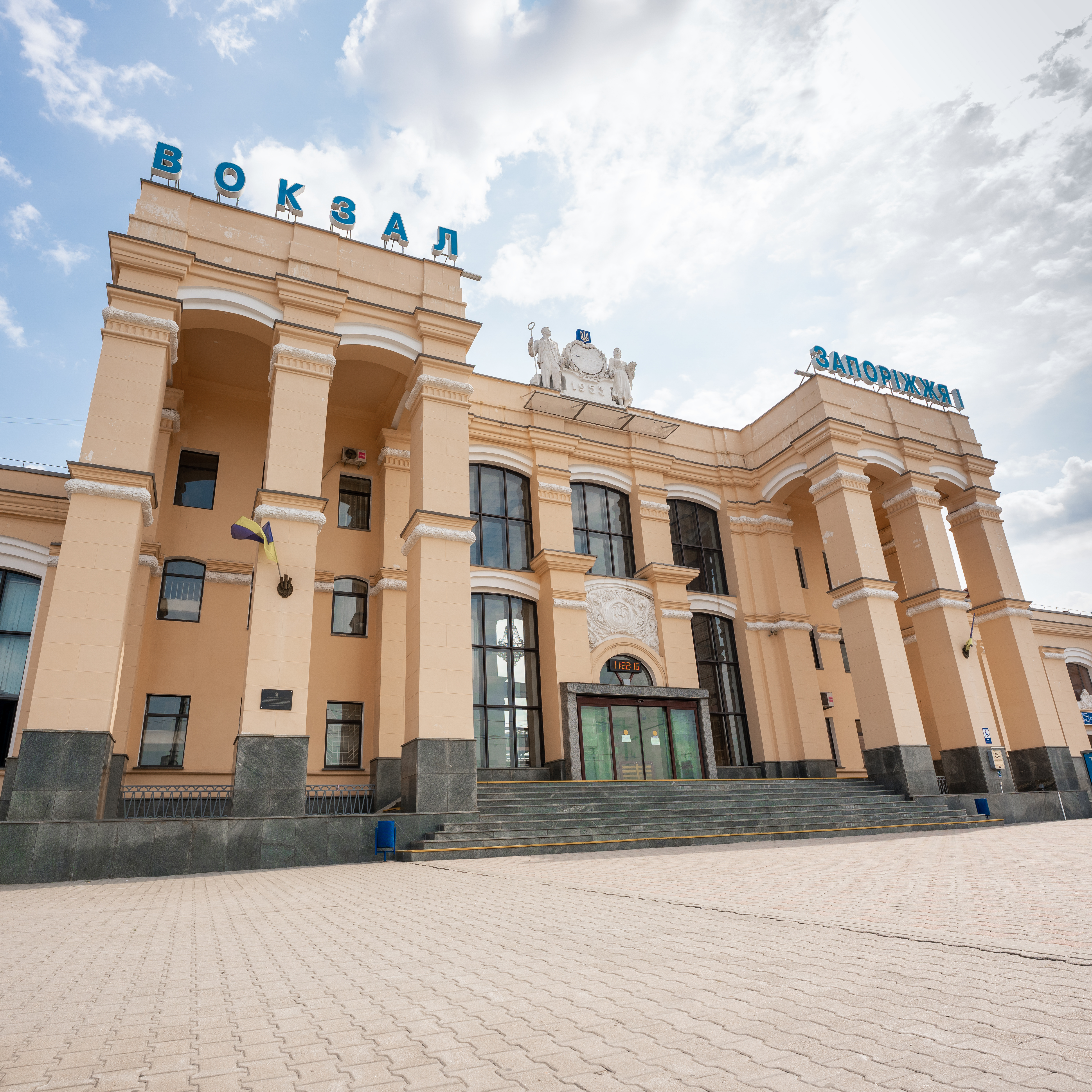
Центральний вхід вокзалу

Вокзал станції Запоріжжя I — позакласний. Комплекс вокзалу є структурним підрозділом регіональної філії «Придніпровська залізниця» « Укрзалізниці», до складу якого входять — будівля вокзалу, приміщення приміських кас та камер схову, багажне відділення, перони, посадкові пасажирські платформи, пішохідний підземний тунель, спеціальні споруди, зали чекання для тимчасового перебування пасажирів та їх обслуговування, кімнати відпочинку, кафе «Транзит».
На вокзалі, після реконструкції, облаштовані автоматизований пристрій управління табло, оновлені гучномовці, електронні табло з інформацією про прибуття і відправлення поїздів та про наявність вільних місць на поїзди далекого сполучення, Wi-Fi-мережа та інше сучасне обладнання.
Основні послуги вокзалу:

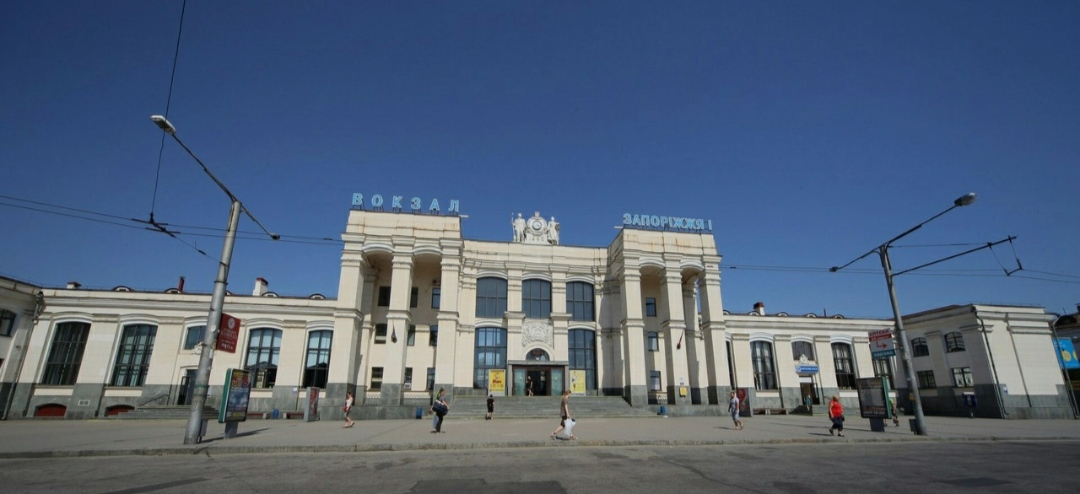
Привокзальна площа

- забезпечення перевезень пасажирів, багажу, вантажобагажу та пошти у внутрішньому, міждержавному та міжнародному сполученнях;
- оформлення проїзду й перевезення багажу чи вантажобагажу, повернення платежів за невикористані проїзні та перевізні документи;
- надання пасажирам платних та безкоштовних послуг.

Види послуг, що надаються на вокзалі:
- оформлення проїзних документів;
- резервування місць за заявками для групових перевезень пасажирів;
- інформаційно-довідкові послуги;
- зали чекання, у тому числі підвищеного комфорту на 36 місць;
- послуги автоматичної та стаціонарної камери схову;
- послуги сервісного центру;
- послуги кімнат відпочинку (одно-, дво- та чотиримісна кімнати);
- послуги багажного відділення.

Туристично-інформаційний центр:
14 жовтня 2021 року, з нагоди Дня міста, на залізничному вокзалі відкрився другий в Україні (перший відкритий на вокзалі станції Київ-Пасажирський) та третій в Запоріжжі Туристичний інформаційний центр (перші два відкриті у Міжнародному аеропорту «Запоріжжя» та в центрі міста (Соборний проспект, 151), які об'єднані у спільну мережу, що забезпечує інформаційний супровід туристів та гостей міста).
Спеціалісти туристично-інформаційного центру володіють трьома мовами і можуть дати вичерпну інформацію про туристичні пам'ятки і маршрути, актуальні події, транспортне сполучення, готелі та ресторани Запоріжжя тощо. Також серед його послуг:
- підбір та продаж унікальних туристичних продуктів Запоріжжя та індивідуальних турів;
- проведення екскурсій містом;
- бронювання готелів, авто, залізничних та авіаквитків;
- продаж квитків на культурні події міста;
- продаж сувенірної та поліграфічної продукції, гідів і мап[31].

Онлайн-табло:
«Укрзалізниця» вдосконалила сервіс, що покращує досвід подорожей залізницею для пасажирів. З 24 грудня 2021 року в розділі «Онлайн-табло» чат-бота Укрзалізниці доступні табло вокзалів Запоріжжя І, Івано-Франківська, Татарова (Буковелі), Маріуполя, Тернополя та Херсона — на додачу до семи вокзалів (у містах Київ, Одеса, Львів, Дніпро, Ковель, Кривий Ріг та Харків), що вже були під'єднані до онлайн-табло.
Пункт експрес-тестування на COVID-19:
З 21 жовтня 2021 року на залізничному вокзалі запрацював пункт експрес-тестування на COVID-19. Пасажири, які мають проїзні документи на поїзд, мають можливість здійснити експрес-тестування та отримати довідку для проїзду у поїзді у разі негативного результату експрес-тесту.
Безбар'єрна доступність на вокзалі:
На початку травня 2025 року ЛУН та «Укрзалізниця» розширили інтерактивну мапу безбар'єрності вокзалів, на якій зібрано інформацію про рівень доступності 53 залізничних вокзалів у містах України, в тому числі і на вокзалі станції Запоріжжя І. Посилання на мапу доступне у застосунку та на сайті «Укрзалізниці»:
- вхідна група — пандус при вході до вокзалу;
- вхідні двері — завширшки не менше 0,9 м.
- засоби візуальної орієнтації (інформаційні покажчики, стенди);
- ширина тротуару перед будівлею — не менш 1,8 м;
- тротуар — рівний, без вибоїн, має тверде покриття;
- квиткова каса — наявність безперешкодного проходу до кас та пониженого вікна квиткової каси;
- допоміжні засоби висадки/посадки — наявні колісні крісла та допоміжні засоби висадки/посадки з низьких платформ.
- шлях до платформ — безперешкодний прохід на платформу № 1. Інші платформи доступні через підземний перехід та технологічні переходи (для осіб з обмеженими можливостями на колісних кріслах із залученням вокзального помічника), наявність навченого персоналу допомоги та кнопки виклику;
- універсальна туалетна кімната;
- кімната батьків та дітей — обладнана пеленальним столиком (у жіночому туалеті).
- паркувальні місця — облаштовані для автотранспорту осіб з обмеженими можливостями на Привокзальній площі;
- дитяча зона та WiFi;
- Зал чекання — наявність місць для осіб з обмеженими можливостями.
- захисна споруда цивільного захисту — розташована в окремій споруді.

## Галерея

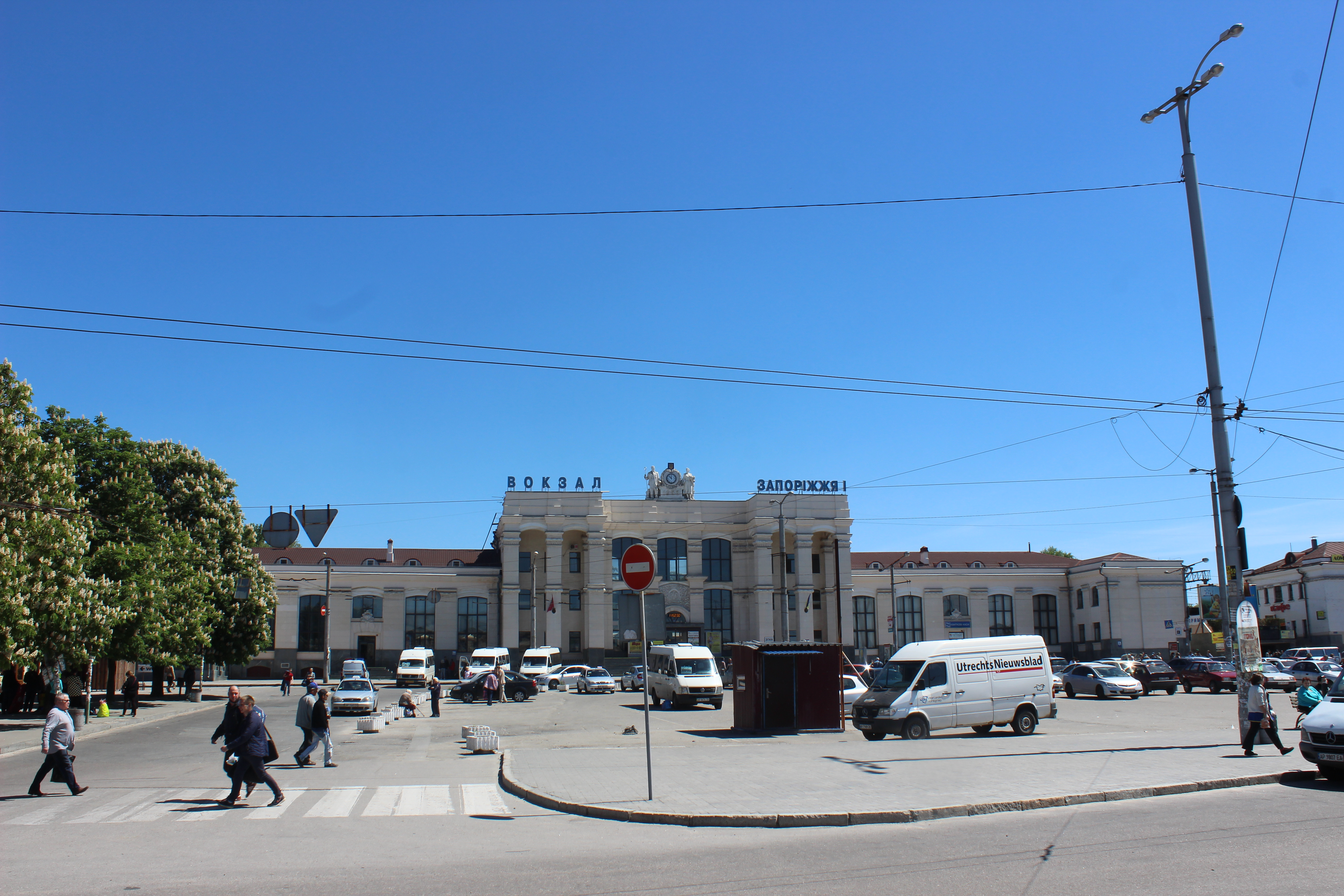
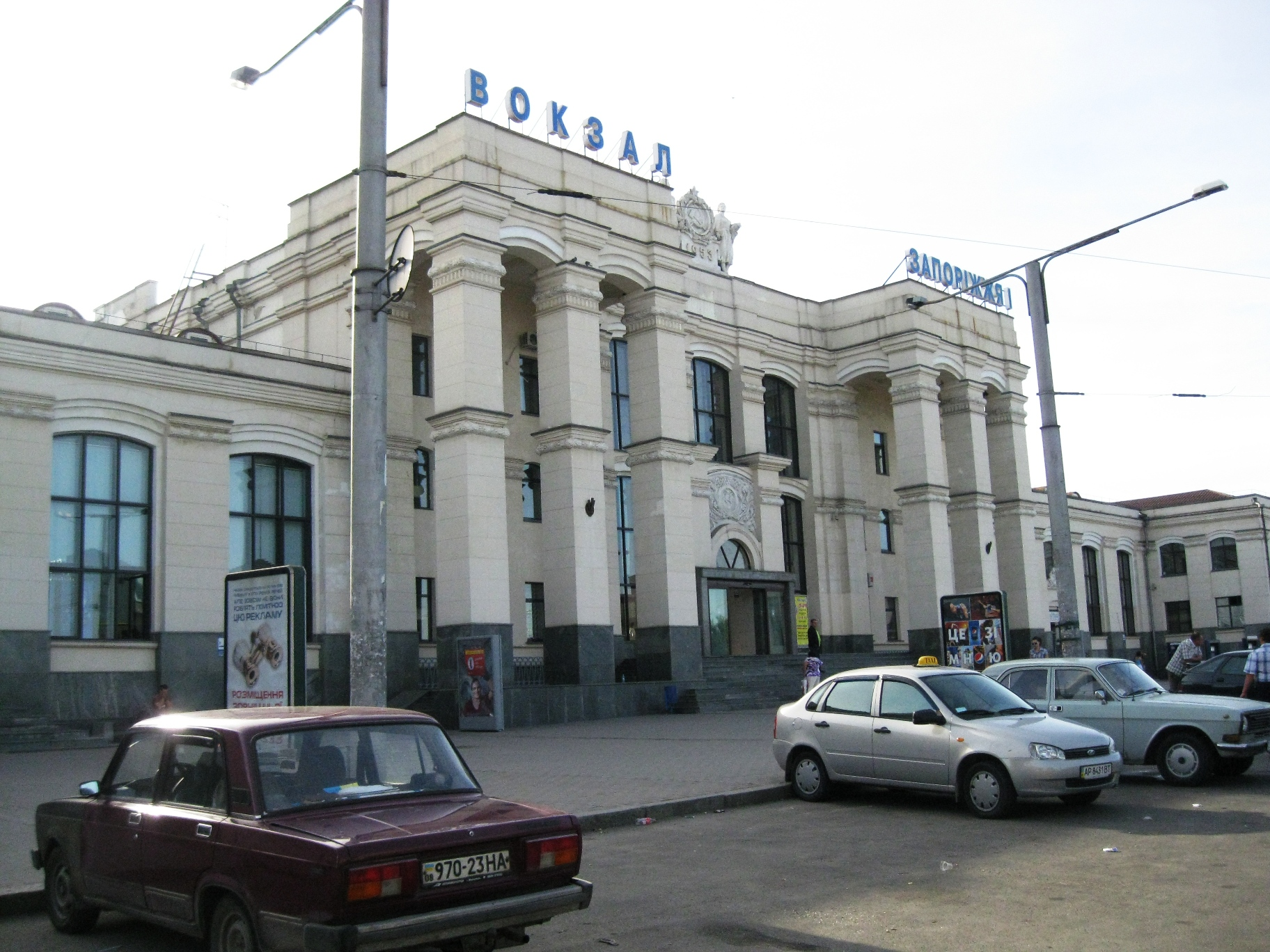
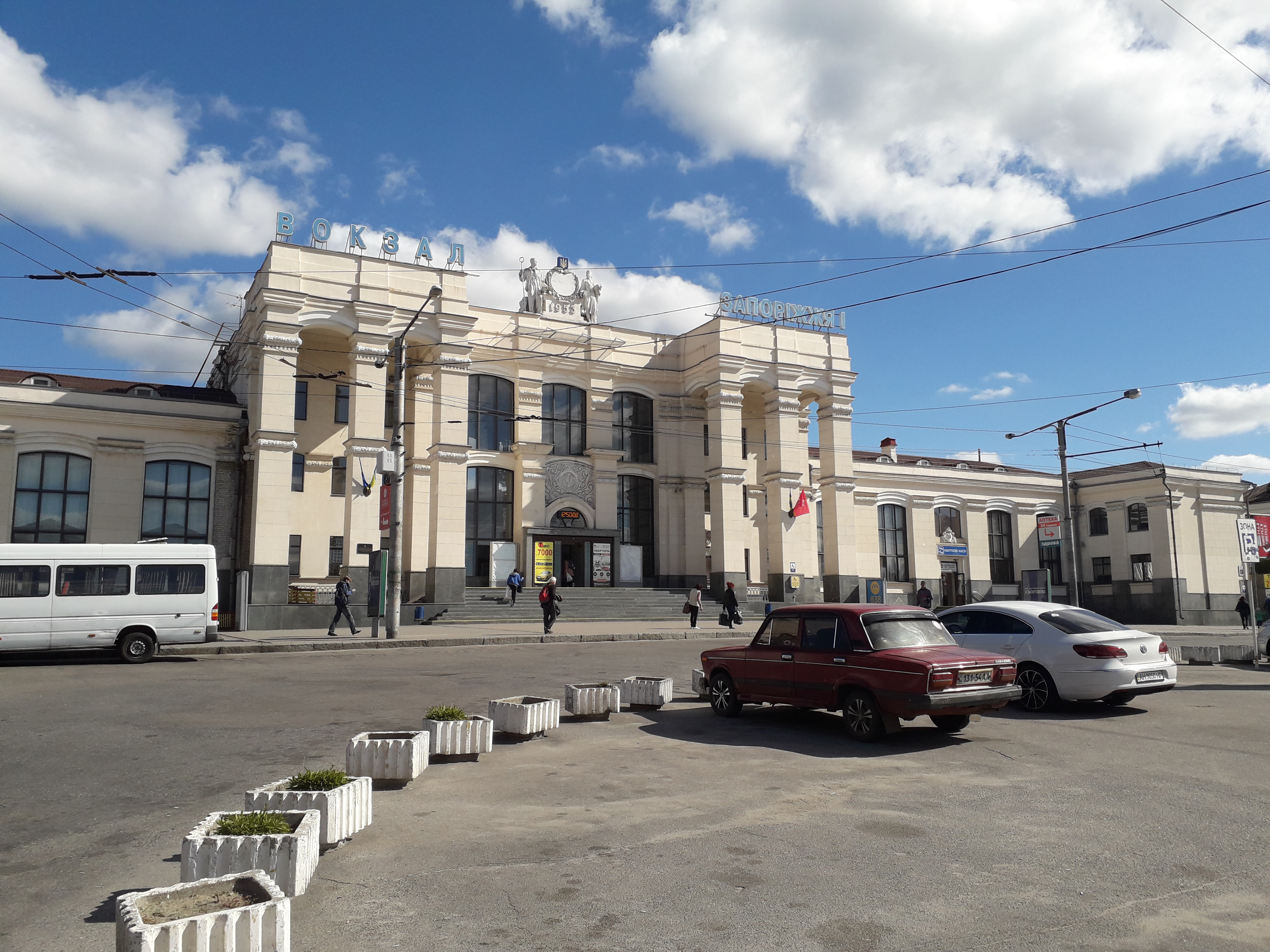
Привокзальна площа
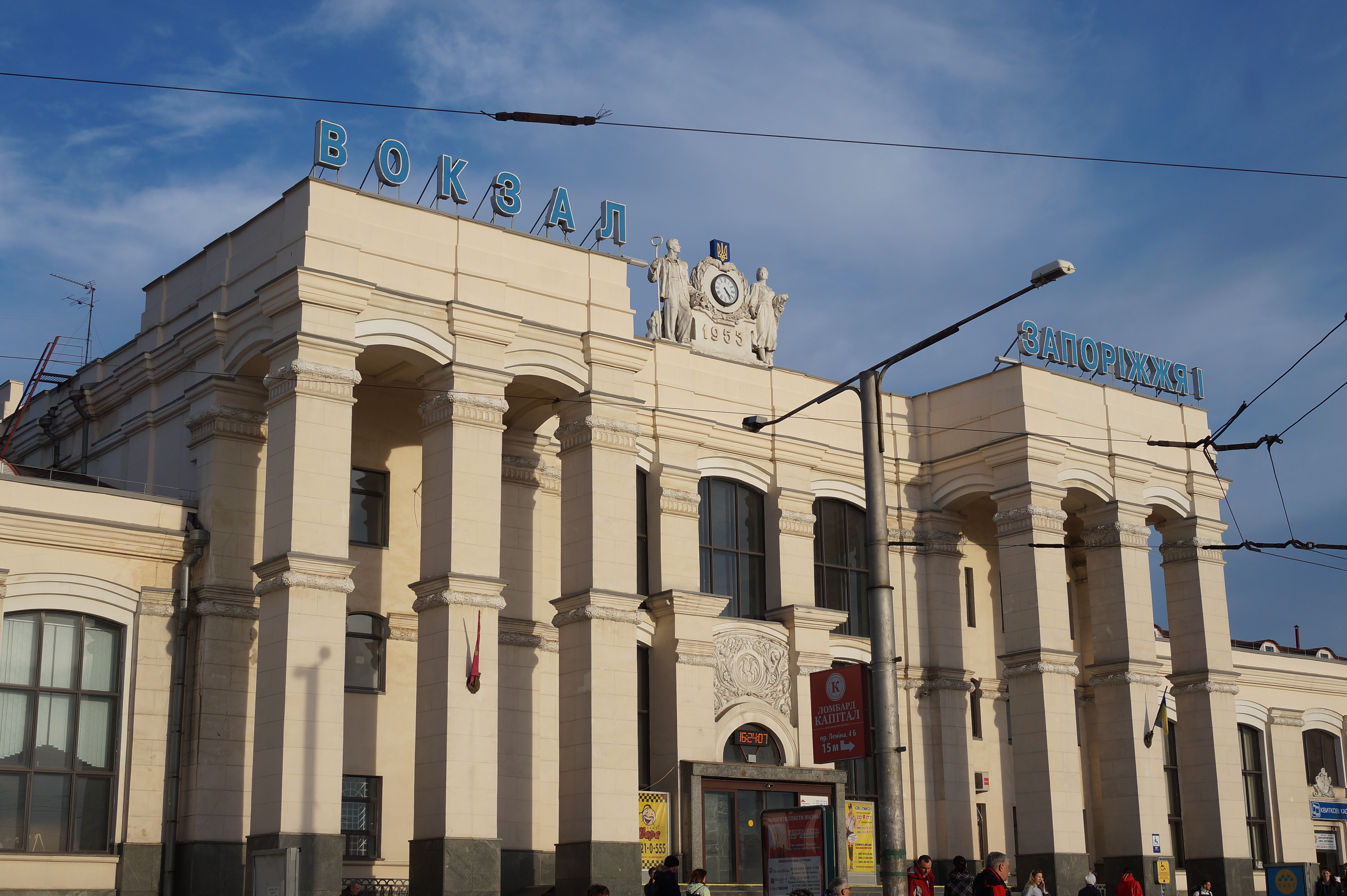
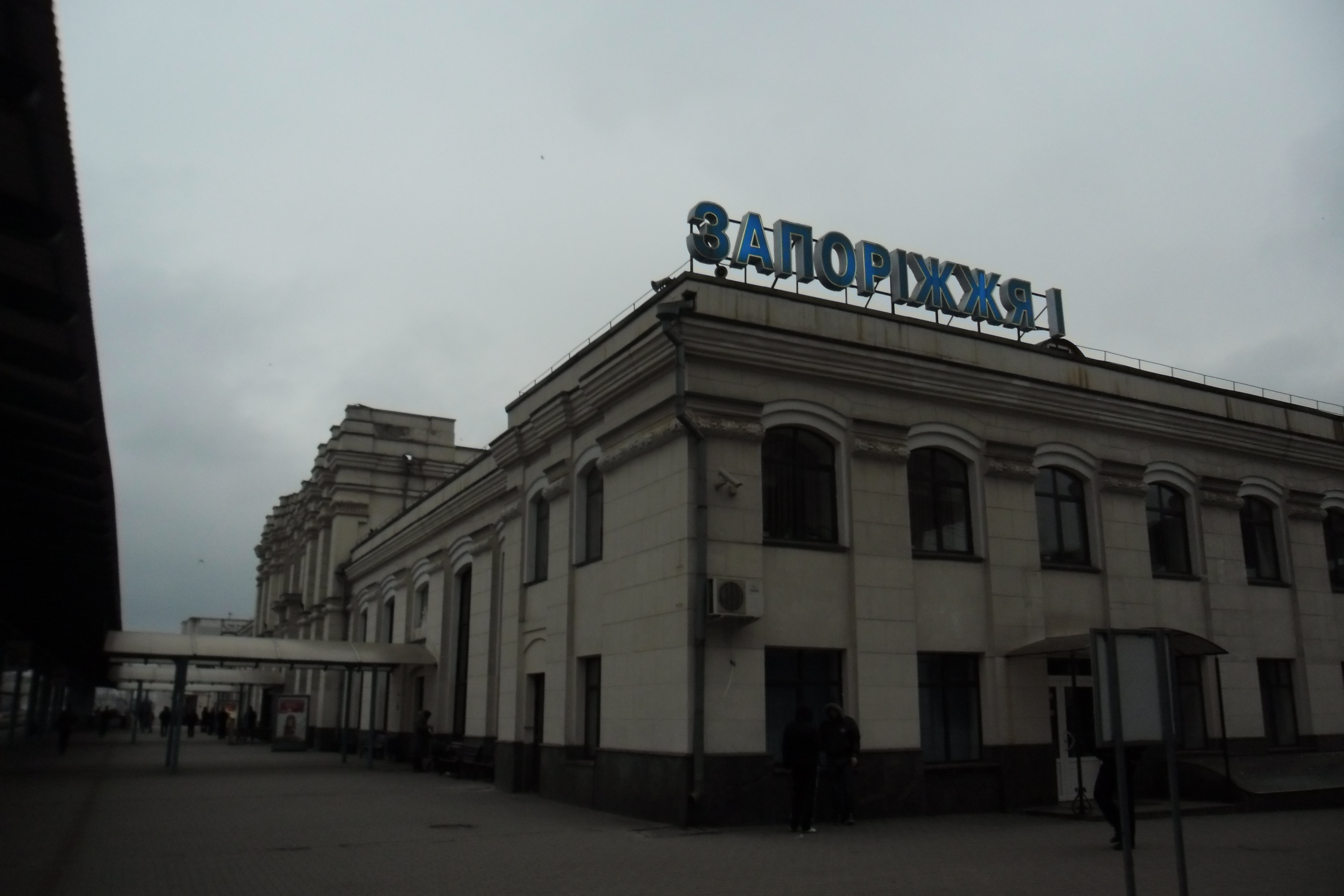
Північна сторона вокзалу
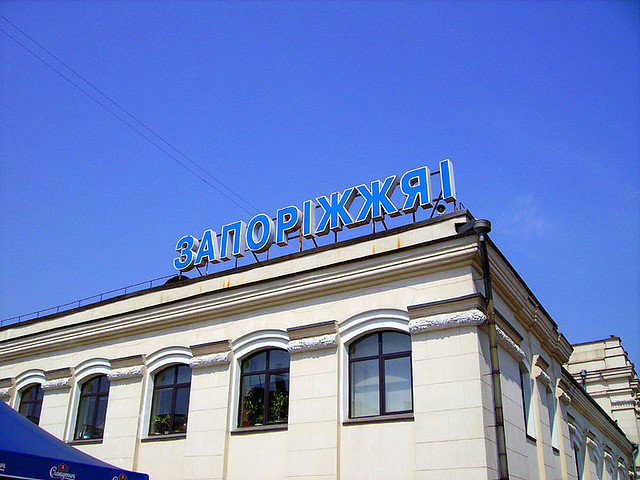
Південна сторона вокзалу
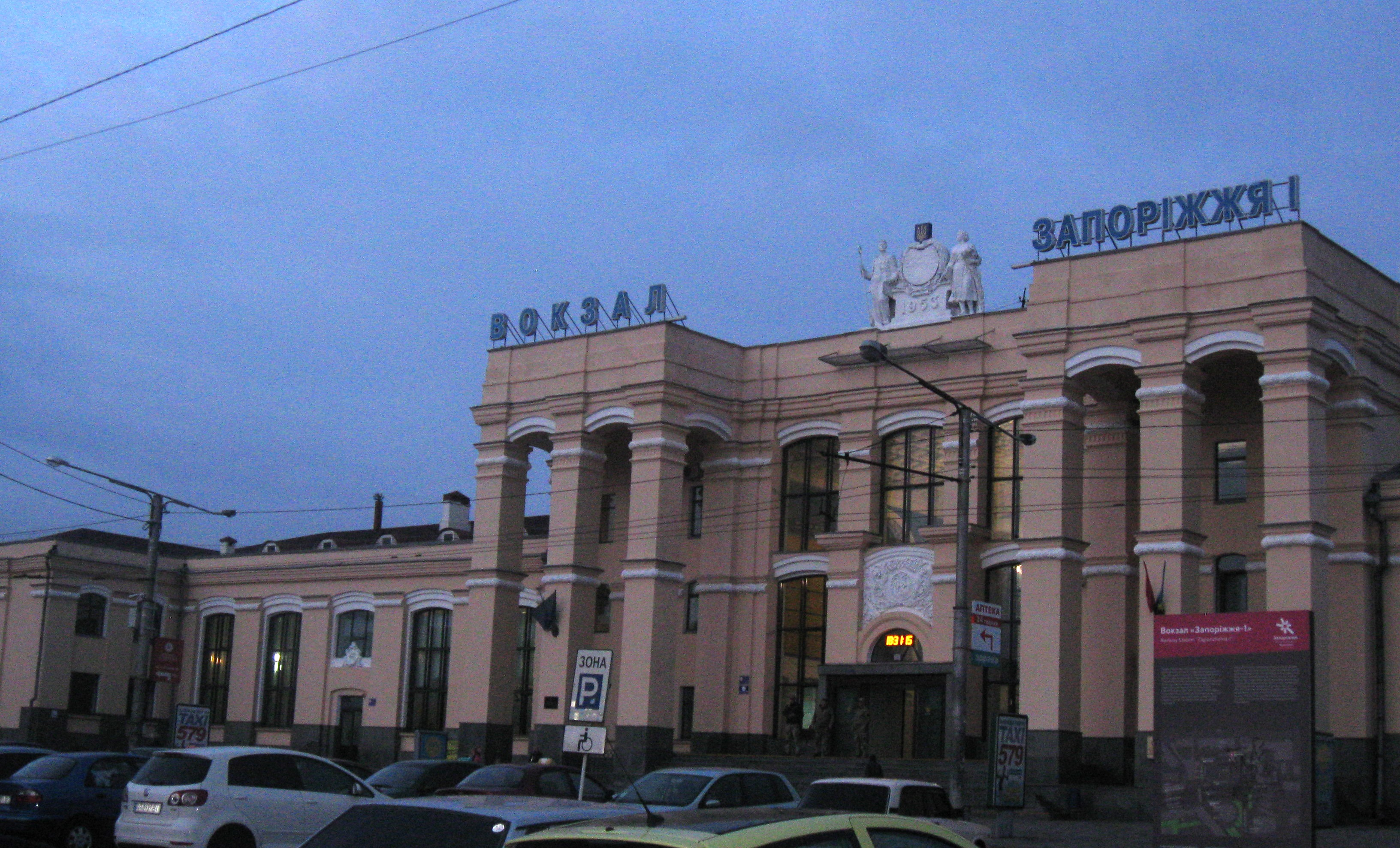
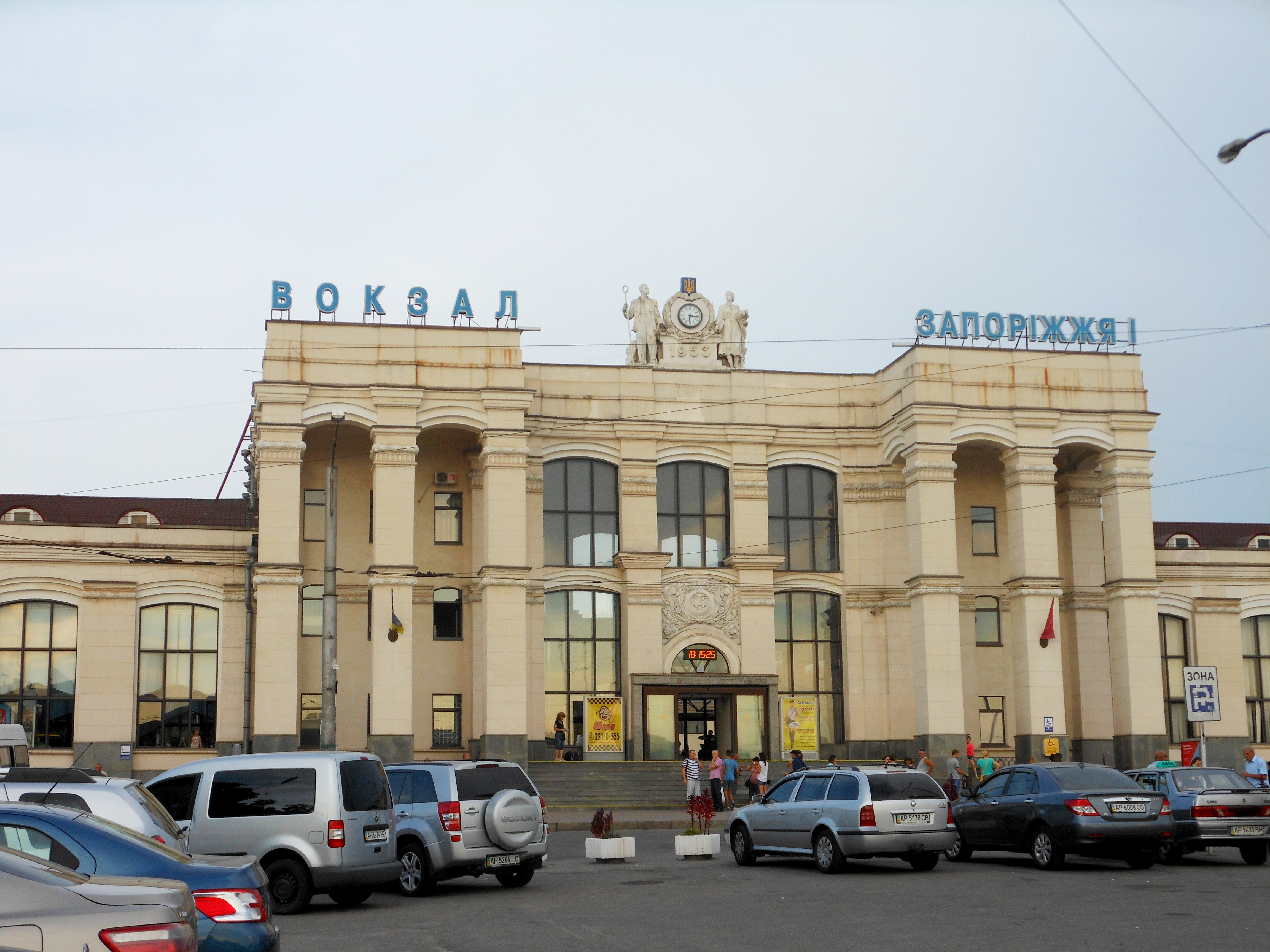

## Цікаві факти
- Вперше після закінчення Другої світової війни, згідно розкладу руху поїздів на літній період з 21 травня 1948 року, головною новинкою для станції Запоріжжя І, було призначення кур'єрського поїзда сполученням Москва — Сімферополь. Для того часу це був справжній «Інтерсіті» — з Москви до Запоріжжя час в дорозі складав 27 годин 10 хвилин. Звичайний пасажирський поїзд долав цей маршрут майже на 10 годин довше. По парних числах через Запоріжжя прямував ще один московський поїзд — до Євпаторії, а по непарних — швидкий поїзд Харків — Сімферополь. До послуг пасажирів призначалися два вагони безпересадкового сполучення (плацкартний і комбінований) до Києва, з перепричепленням по станції Дніпропетровськ-Головний. Щоденно, до цього через день, почав курсувати поїзд Дніпропетровськ — Сімферополь. Ще з новинок літнього розкладу 1948 року — призначалися поїзди Волноваха — Пологи (щоденний) та Запоріжжя — Чаплине (по непарних). Через станцію Запоріжжя II по парних числах призначався поїзд до Бердянська. Найекзотичнішим маршрутом був пасажирський поїзд сполученням Ясинувата — Мелітополь, якому подовжили маршрут руху до станції Джанкой[35].
- Під час прибуття та відправленні пасажирських поїздів місцевого формування та поїздів категорії «Інтерсіті+», що сполучають Запоріжжя зі столицею України, на вокзалі лунає «Запорозький марш».
- 6 листопада 2015 року на вокзалі Запоріжжя І відкрито перший в Україні окремий волонтерський центр «Солдатський привал» для відпочинку учасників АТО/ООС, мобілізованих осіб, призовників, які транзитом проїжджають через Запоріжжя, військовослужбовців та співробітників правоохоронних органів, які перебувають у відрядженні в Запоріжжі, а також родичів учасників АТО/ООС, що знаходяться на лікуванні у Запорізькому військовому шпиталі та лікувальних закладах міста[36].
- 13 листопада 2016 року вокалісти музичного училища імені Платона Майбороди на вокзалі Запоріжжя І виконали головну пісню з кінофільму «Весна на Зарічній вулиці» (неофіційний гімн міста Запоріжжя). Вокальний флешмоб став творчим подарунком запорізького телеканалу TV5 для комбінату «Запоріжсталь», який 16 листопада 2016 року відзначив 83-річчя свого заснування[37].
- 2018 року вокзал Запоріжжя І зайняв 6-те місце у Топ-10 серед залізничних вокзалів за кількістю пасажирів у поїздах далекого сполучення України, послугами якого скористалися 2,1 млн пасажирів.
- Нічний швидкий поїзд № 120/119 Запоріжжя — Кривий Ріг — Львів, станом на 2018 рік, посів 4-те місце в Україні з пасажироперевезеннь — 778 423 пас./рік[38].

## Транспортне сполучення
Біля вокзалу Запоріжжя І пролягають маршрути громадського транспорту, якими є можливість дістатися в усі райони міста Запоріжжя.

Міський транспорт на Привокзальній площі
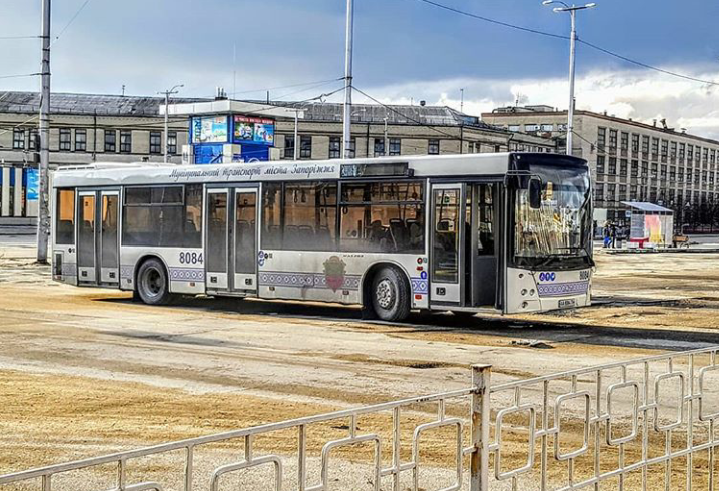
МАЗ 203.085
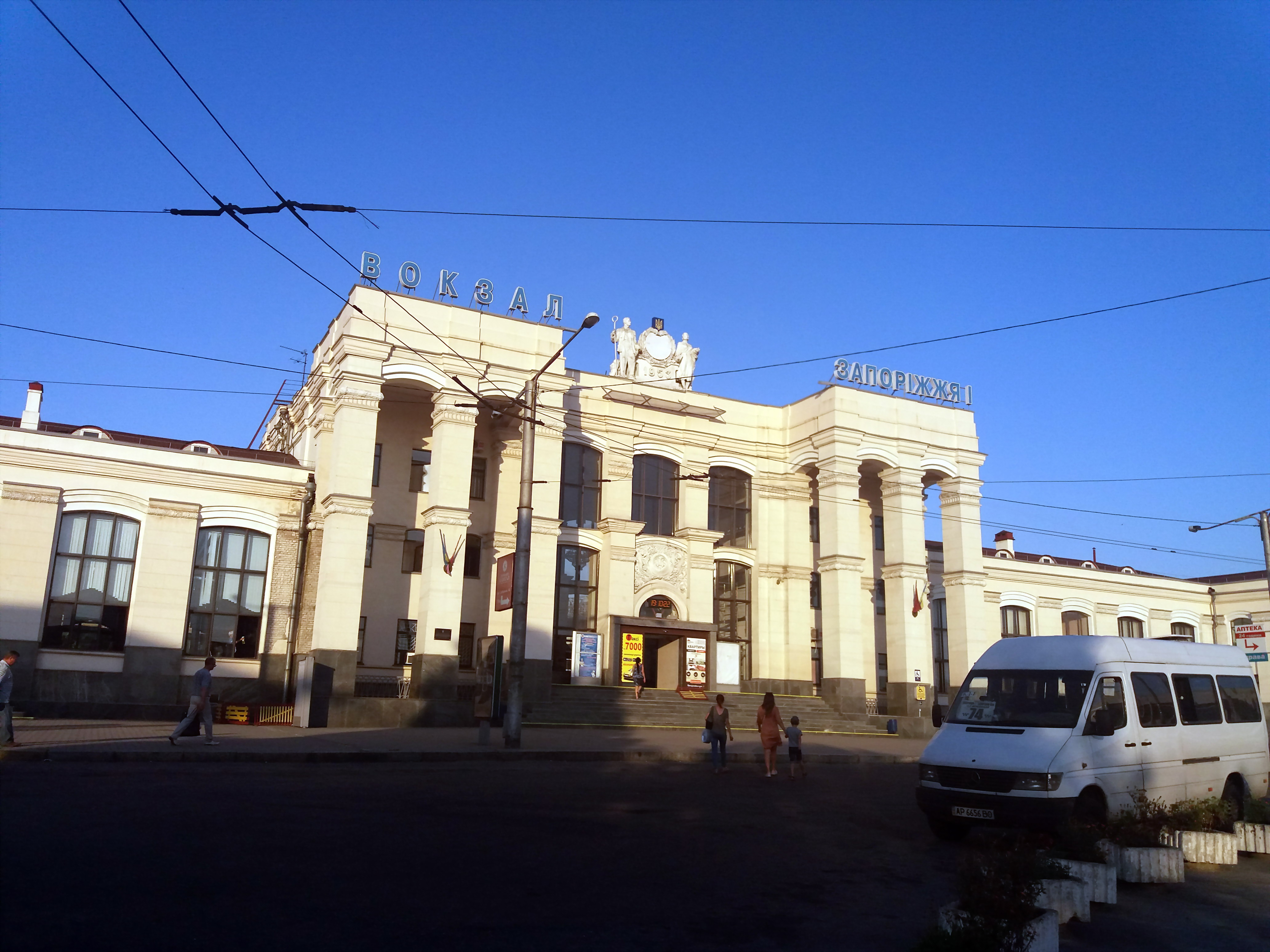
Маршрутне таксі
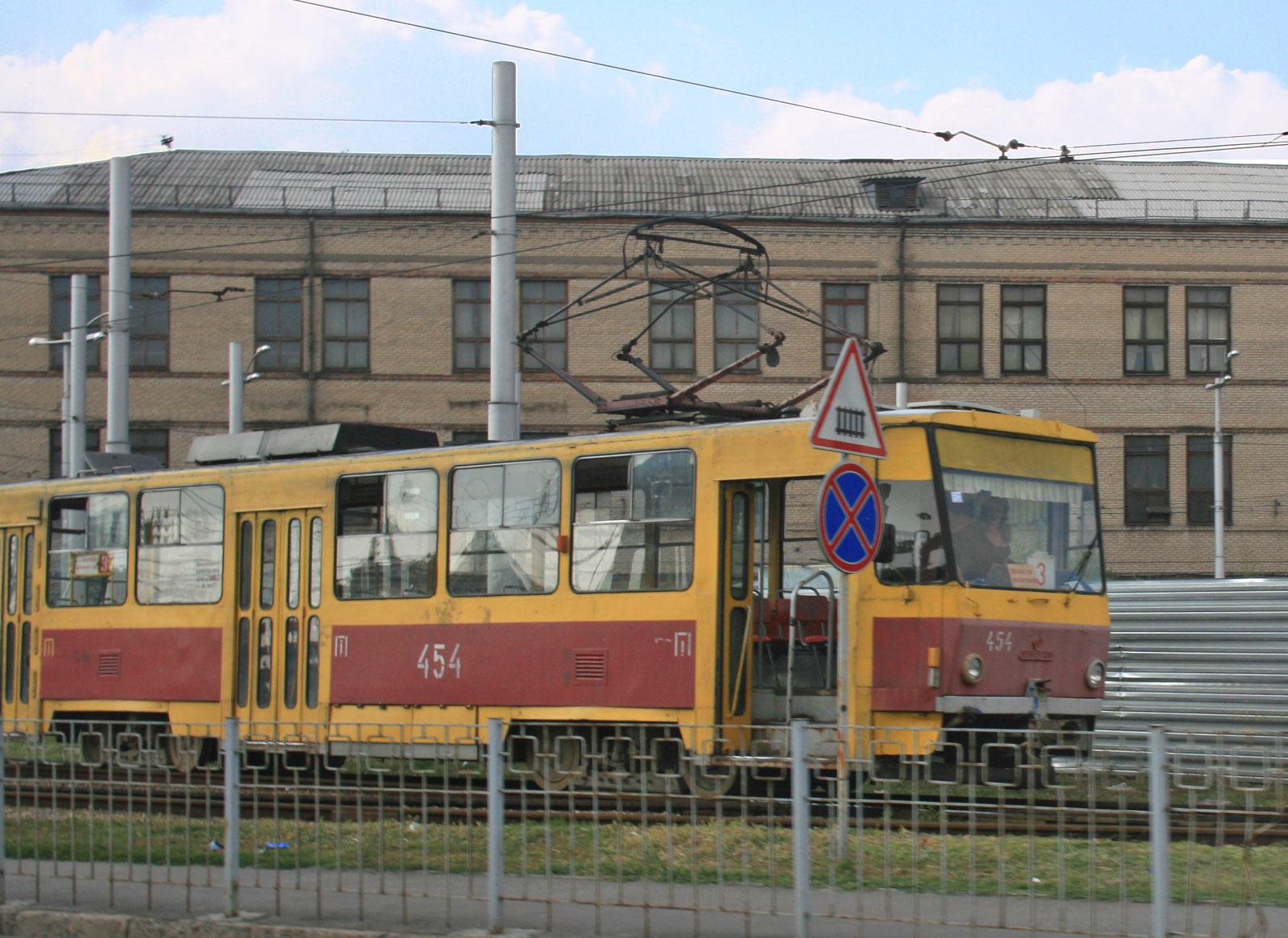
Tatra T6B5
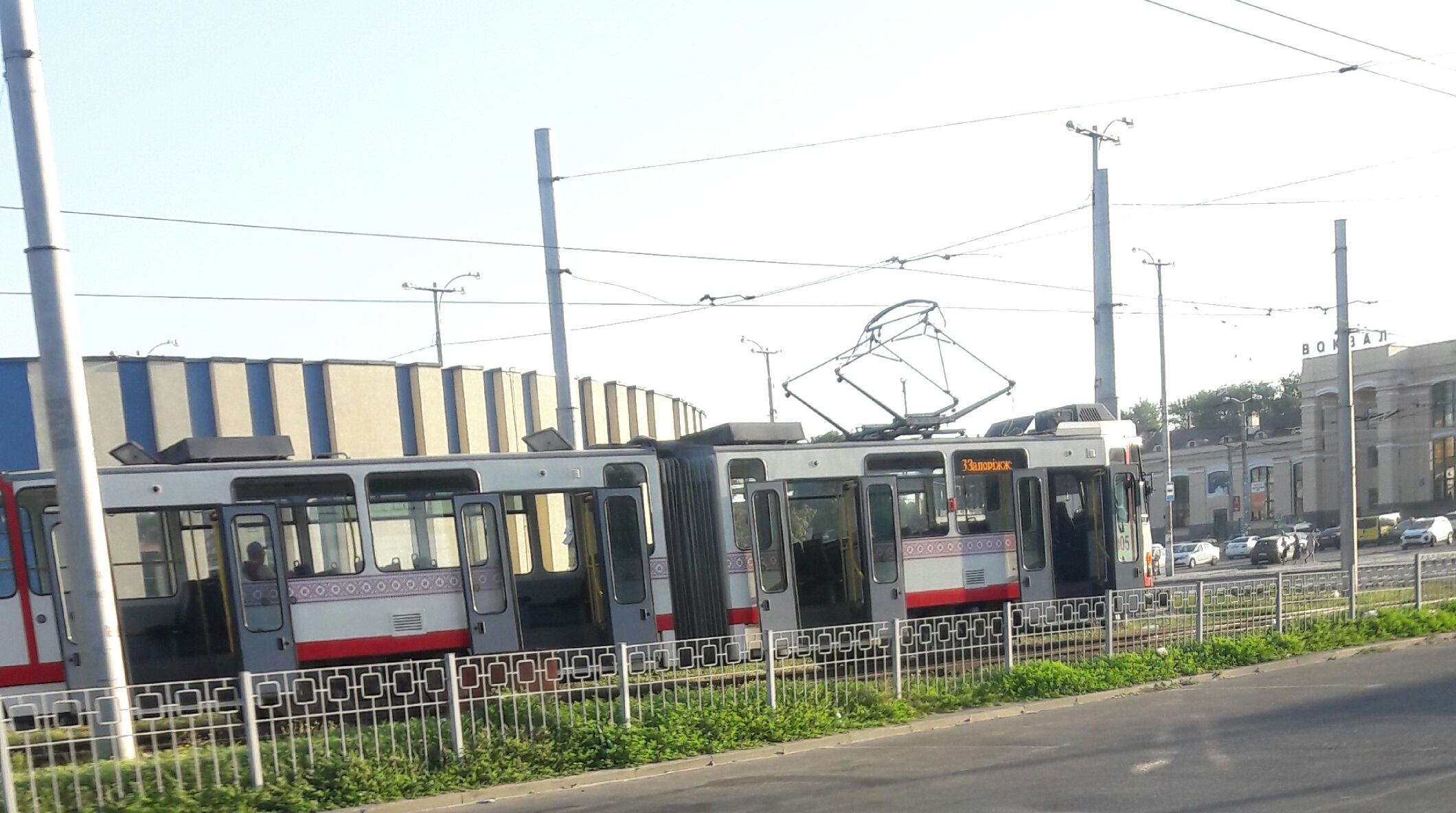
Tatra KT4D
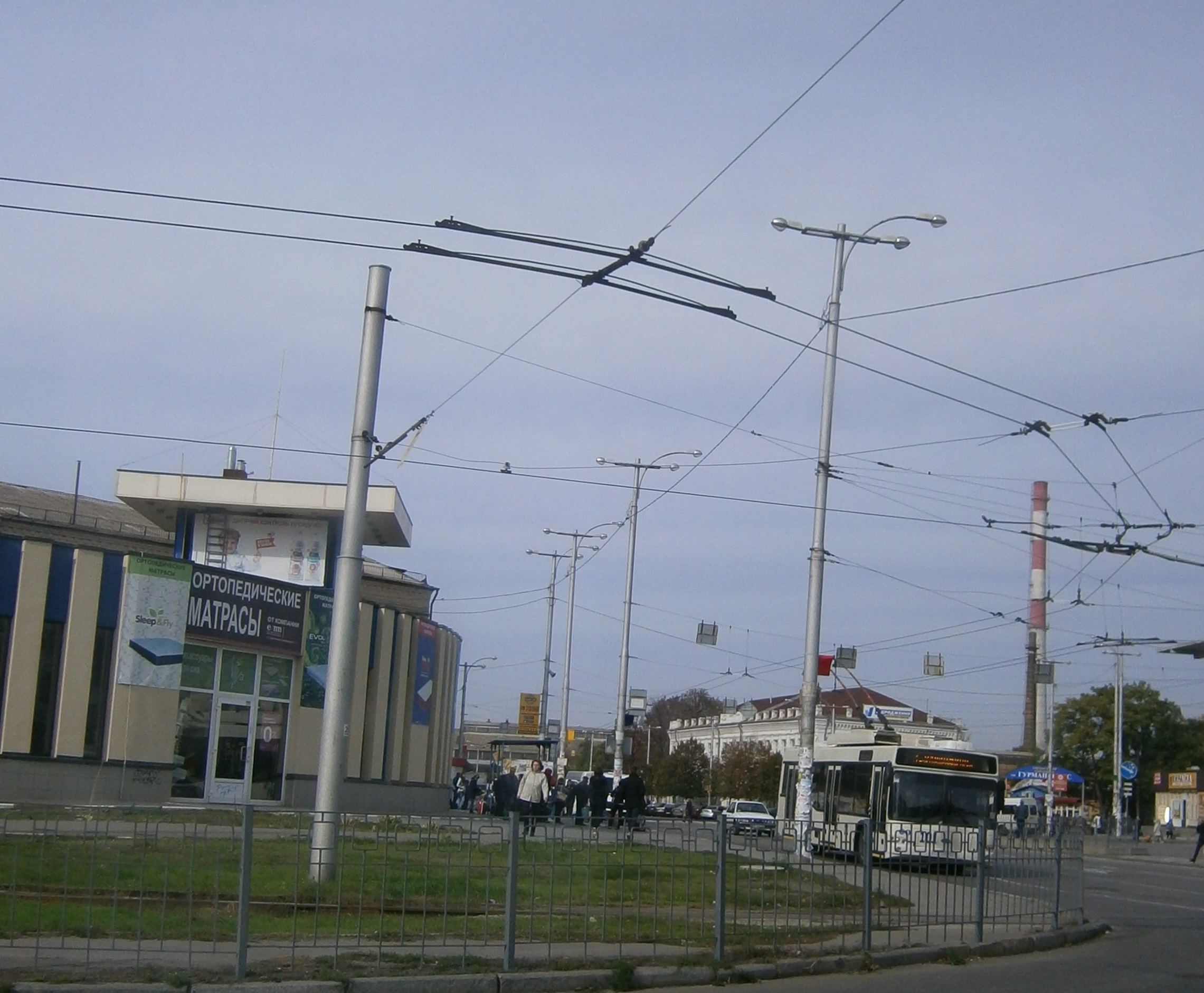
Дніпро Т103
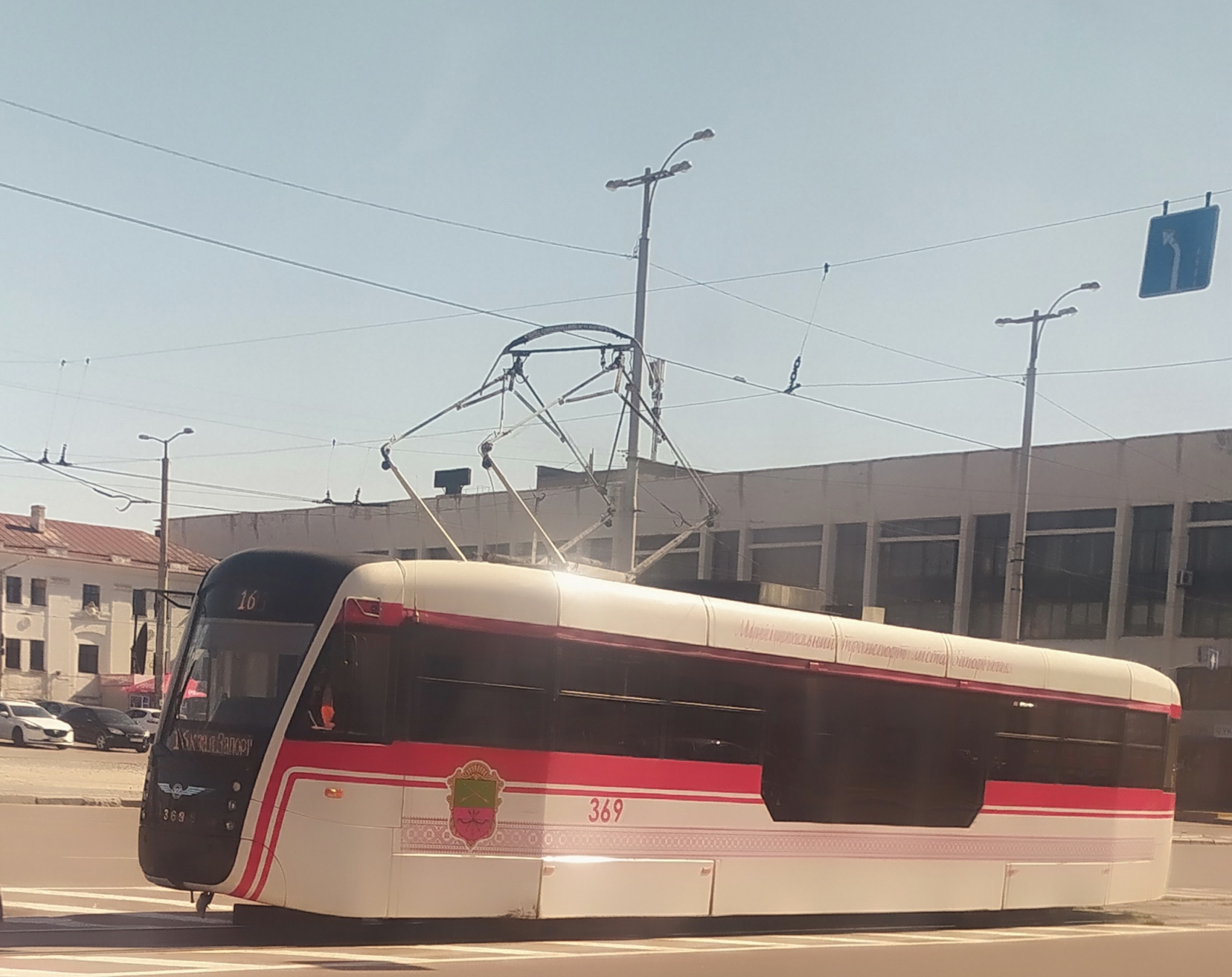
Т3-КВП
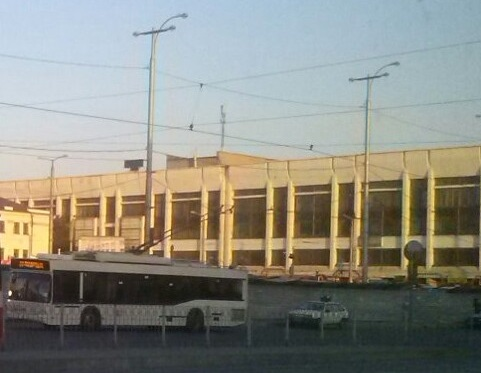
Дніпро Т103
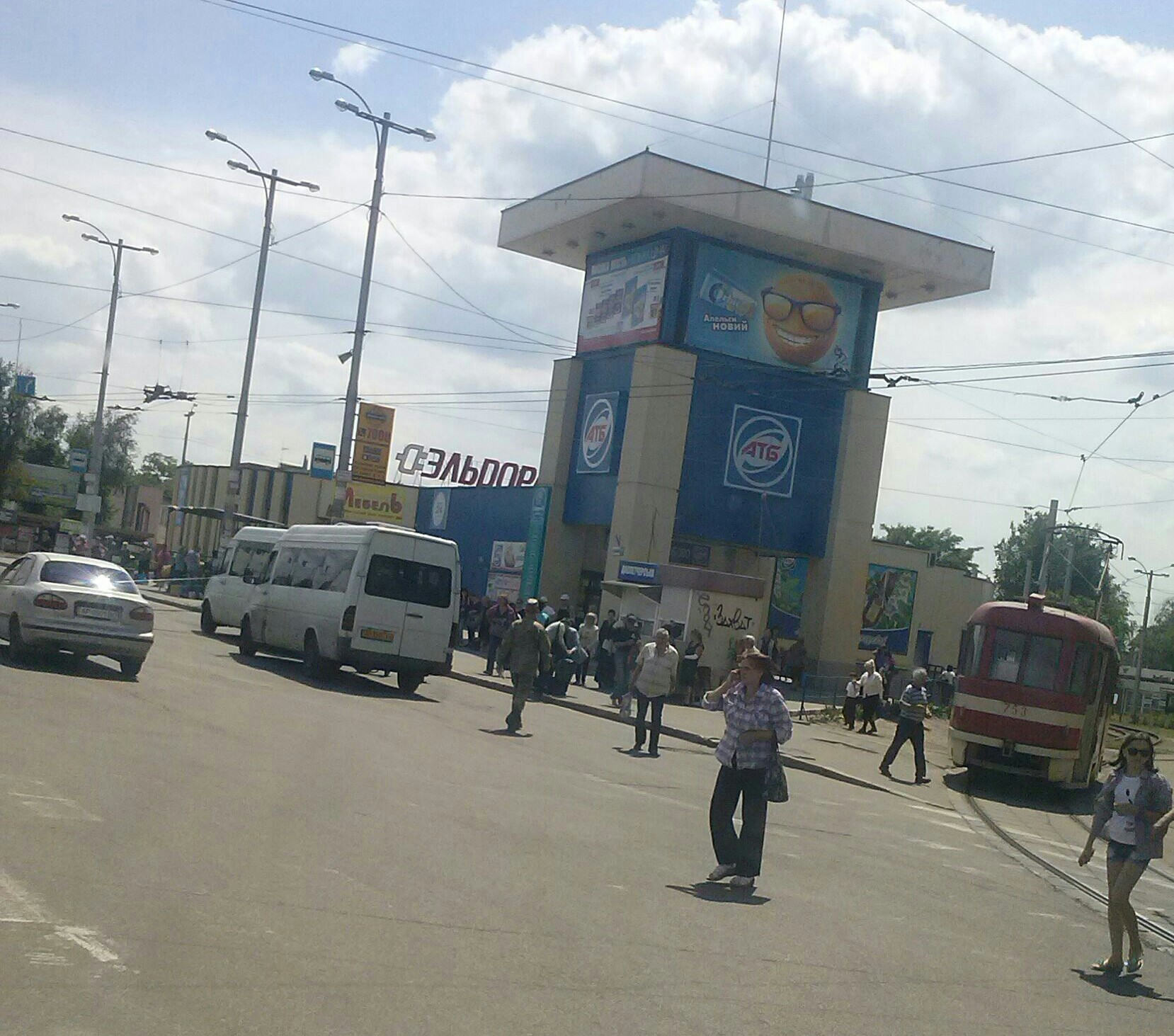
Зупинка «Вокзал Запоріжжя І»